# ドラゴンクエストV 天空の花嫁
『ドラゴンクエストV 天空の花嫁』（ドラゴンクエストファイブ てんくうのはなよめ）は、1992年9月27日に日本のエニックスから発売されたスーパーファミコン用ロールプレイングゲーム。
『ドラゴンクエストシリーズ』の第5作目。前4作はファミリーコンピュータで発売されてきたが、本作は後継機スーパーファミコンで発売された初のドラゴンクエスト作品である。また「天空シリーズ」の第2弾である。キャッチコピーは「愛がある、冒険がある、人生がある」。タイトルロゴには3つの輪が描かれている。
本作は親子3代に渡るストーリーや物語中盤に結婚という人生の重大なイベントがあることが特徴であり、モンスターを仲間にするシステムがシリーズで初めて導入された。また人間の「情」を統一テーマとしており、父と息子の絆・妻となる女性との出会い・父親を超えるほどに成長していく子どもたちなど、人生をダイレクトに経験するストーリーが展開される。そして倒した敵を仲間にできるシステムが戦闘に厚みを加え、さらに仲間モンスターも経験を積んで成長していく設定が感情移入度を高めており高く評価されている。シナリオ・ゲームデザインの堀井雄二は、「本作の本質は感動であり、一番の感動はもう一つの人生を体験することだ」と語っている。
発売後、ゲームブック化や小説化、漫画化、ドラマCD化、映画化が行われた。
リメイク版として2004年にPlayStation 2（以下PS2）版が、2008年にニンテンドーDS（以下DS）版が、スマートフォン（iOS、Android）版が2014年12月12日に発売された。
当時のエニックスが海外に参入しなかったこともあって、長らく日本国外では発売されなかったが、2009年、DS版が北米で『Dragon Quest V: Hand of the Heavenly Bride』として、欧州では『V』を除いた『Dragon Quest: The Hand of the Heavenly Bride』として発売された。
ゲーム誌『ファミ通』の「クロスレビュー」において、スーパーファミコン版およびニンテンドーDS版はプラチナ殿堂、PlayStation 2版はゴールド殿堂を獲得した。

## ゲーム内容
リメイク版については後述の他機種版の節を参照。
対応機種がスーパーファミコンとなり画質、音質が向上した。また、前作までよりもストーリー重視の作風となり、重要キャラクターの会話が自動進行するイベントシーンが増加した。また、ゲーム本編クリア後の冒険の書（セーブファイル）で行ける「隠しダンジョン」が初登場し、最深部に隠しボスが存在する。また、従来シリーズに共通の設定「主人公＝勇者」を覆した。ゲーム開始時は「魔王を倒すという使命」が主人公にはなく、最後に魔王と戦う直前までの目的は主人公の母親の捜索であり、「勇者対魔王」の図式は副次的な物とされている。魔王の存在が明かされるのも終盤からである。

### ゲーム中の時間経過
物語構成は前作のような章立てでなく、長い年月が経過する大きい場面転換が2度あり、大きく分けて3つの時代に区別される。公式ガイドブックでは主人公の成長度から「幼年時代」（「少年時代」）、「青年時代前半」、「青年時代後半」と呼ばれる。主人公の誕生、命名するシーンがオープニングとなり、その後父親と共に旅をする船内からゲームが始まる。「幼年時代」では子供として父親と共に冒険し、「青年時代前半」で結婚し、妻と共に冒険する。「青年時代後半」では主人公が父親として、成長した子供たちと共に冒険する。
前作と同様、幼年時代編のマップを青年時代前半・後半にて再使用している。3つのそれぞれの時代では同じ場所でも出現モンスターが変化しているほか、町や村の様子も変化し、人物が加齢する。

### 操作・画面表示と移動画面
前作までと比べ、移動画面でのキャラクターの頭身が若干大きくなり、キャラクター移動は1ブロック単位から半ブロック単位となった。また、メッセージウィンドウ内の文字が大きくなり漢字が使われるようになり、メッセージも4行まで表示可能になった。また、残りHPが最大HPの4分の1以下になったキャラクターのみ文字が黄色に変わり、死亡時はそのキャラクターのみ赤に表示が変わる。さらにステータス異常（毒やマホトーンなど）の表示がHPとMPの間に表示されるようになり色も赤色に変わった
操作面では新たに便利ボタン機能が搭載され、会話（はなす）・扉開け（とびら）・調査（しらべる）のうち適切なものがボタンを1回押すだけで実行される仕様になった。アイテム購入時は、装備可能な武器・防具を購入すると同時に装備できるようになった。また移動中の「さくせん」コマンドとして、呪文を自動的に連続して使用し全員のHPを完全回復（毒も同時治療）するまんたんが初登場した。
本作ではキメラの翼は最後に訪れた町へ瞬間移動するように変更され、過去作のように移動先を自由に選択できなくなった。瞬間移動する呪文ルーラは本作にも登場し、従来と同様に移動先を選択して瞬間移動することができるが、レベルを上げての習得ではなく、中盤に発生するイベントをクリアすることで習得できる。このためキメラの翼とルーラの機能は異なったものとなった。また、ストーリーの進行状態によっては、過去に訪れた町でも再度訪問できないこともある。
大陸間にある浅瀬により海が分断されており、船を入手してすぐには限られた範囲しか航海できず、物語を進行していくと行動範囲が広がっていく。

#### 毒・呪いに関する仕様変更
今作では毒・呪いに関する仕様が以下のように大幅に変更された。
- 「毒」状態のときに歩き続けたときや、一部のトラップを除くダメージゾーン上を歩き続けたとき、HPは1未満には減らなくなり、死亡しないようになった。
- 新たに「猛毒」が追加された。「猛毒」は移動中のみならず、戦闘中もターン毎にHPが低下する。ダメージ自体も最大HPの6分の1と高く、移動中にダメージを受ける周期も通常の毒の半分だが、「毒」と同様、移動中であればHP1までしか減らない。
- 呪われた装備品を装備しても、「そうび」コマンドで自由に取り外しができるようになり、教会や呪文で呪いを解く必要がなくなった。SFC版であればステータス異常表示もされないため、単にデメリットのある装備品でしかない。
- 装備品による呪いとは別に、ステータス異常としての呪いが新たに追加された。戦闘中に呪いをかけてくる敵が存在し、他のステータス異常攻撃と同様に呪いにかかることがある。戦闘中に効果を発揮するもの2種・移動中に効果を発揮するもの2種がある。前者は戦闘終了で自然回復。後者は戦闘後に治療する必要がある。本作で再登場した解呪の呪文シャナクと、教会の「のろいをとく」の機能は、本作ではこのステータス異常としての呪いを解くためのものである。SFC版ではステータス異常表示がされるのもこちらの方のみである。

### 昼と夜
『ドラゴンクエストIII』から登場した昼と夜の時間の移り変わりが継承された。青年時代編ではフィールドを一定歩数歩くか、呪文によって昼と夜が切り替わる。イベントにより強制的に夜になることはあるが、この状態のときにフィールドを歩いても昼になることはない。また、本作では昼夜で出現モンスターの違いはない。昼と夜では主に街の住人の生活が変化する。

### 乗り物
船
水上を移動する。浅瀬は通れない。ルーラやキメラの翼を使った場合は、移動先の近くの水上に自動的に移動する。船で移動中は地上と同様、魔物に遭遇する。
魔法のじゅうたん
平地や水面の上を高速で飛行する。移動中は魔物に遭遇しないほか、浅瀬の上も移動できる。アイテム扱いであり、フィールド上の草原・砂地であればどこでも乗り降りできる。ただし、低空飛行のため森や山の上は飛行できない。
天空城
城内の動力室のスイッチを踏むことでゆっくりと飛行させることができる。あらゆる地形上を飛行できるが大神殿だけは入れない。移動中の停止はできない。離着陸は広い草原・砂地に限定される。船と違い、ルーラやキメラの翼を使っても主人公たちの近くへ移動してこないが、ルーラの行き先として天空城が登録される。移動中にコントローラーのBボタンを押すことで城内を移動することができる。
マスタードラゴン
天空のベルを鳴らすことで呼び出すことができ、背に乗り飛行できる。全ての地形上を高速で飛行できる。天空城よりさらに高い位置を飛行するため、大神殿にも行ける。移動中の空中停止はできない。離着陸可能な場所は「魔法のじゅうたん」と同様。
移動手段による制約は以下の通り。
○=移動可、△=可能だが降下不可、▲=可能だがダメージ有り、×=移動不可
（△印の地形を歩行・航行中の場合、飛行手段への切り替えは不可）
|            | 岩 山 | 森 ・ 山 | 毒 の 沼 | 草 原 ・ 砂 地 | 浅 瀬 | 川 ・ 海 | 異 世 界 |
| ---------- | ----- | -------- | -------- | -------------- | ----- | -------- | -------- |
| 歩行       | ×     | ○        | ▲        | ○              | ×     | ×        | ○        |
| じゅうたん | ×     | ×        | △        | ○              | △     | △        | ×        |
| 船         | ×     | ×        | ×        | ×              | ×     | ○        | ×        |
| 飛行手段   | △     | △        | △        | ○              | △     | △        | ×        |

### 馬車システム
本作でも前作『IV』で登場した馬車システムが継承された。
- 前作ではプレイの進め方により最大で10人パーティが可能であったが、今作では馬車入手後はプレイヤーの判断でプレイヤーキャラクターを自由にパーティに加えたり外したりすることが可能となっており、パーティーメンバーの人数が最大8人に制限されている。
- 馬車外に出すメンバー（戦闘時に戦闘参加するメンバー）の人数が最大4人から3人に変更された。
- 前作同様城や町、一部のダンジョンでは入れ替えはできないが、馬車内メンバーのアイテムや呪文は使える。
- 馬車の入れないダンジョンでは馬車内のメンバーが経験値を得られない[注 5]。

戦闘時の馬車システムの変更点については後述。

### プレイヤーキャラクター

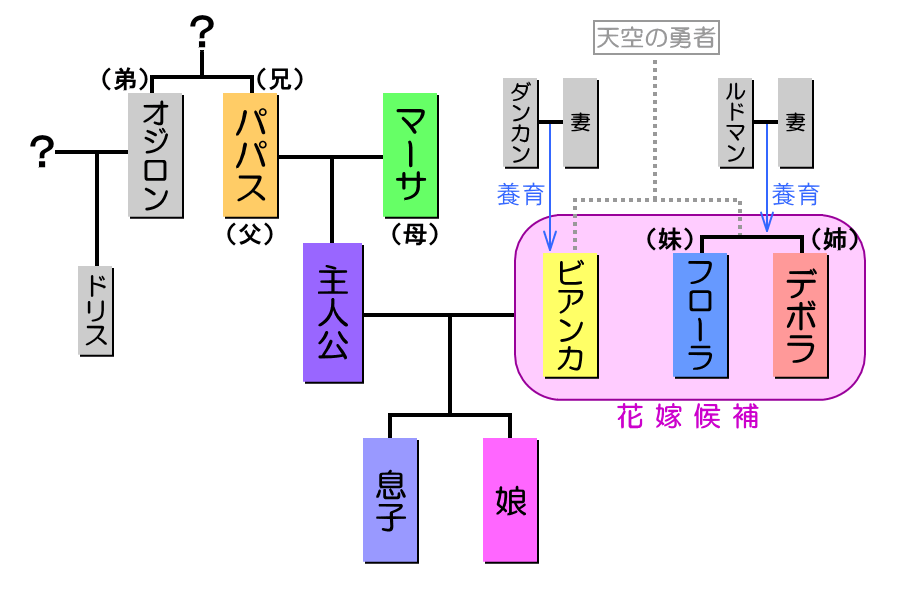
相関図

本作のプレイヤーキャラクターにはパーティーキャラクターと主に戦闘後に仲間にできる仲間モンスターが存在する。
パーティーキャラクターは、青年時代前半編までシナリオ進行により加入や離脱をするが、選択により仲間にならないキャラクターも存在する。青年時代後半編ではグランバニアに登場するルイーダの酒場で主人公以外の人物をパーティーに加えたり外したりできる。
本作より、プレイヤーキャラクターの名前は濁音・半濁音が1文字としてカウントされなくなり、カタカナも入力できるようになった。

### 仲間モンスターシステム
本作では仲間モンスターシステムが初登場した。戦闘終了時に特定のモンスターが一定確率で起き上がり、プレイヤーの判断でそのモンスターを仲間にできる（パーティーに加えられる）。このシステムは次作にも継承され、後にモンスター育成RPG『ドラゴンクエストモンスターズ』シリーズへと発展した。また、『ドラゴンクエストX』でも仲間モンスターシステムが採用された。
本作で戦闘後にモンスターを仲間にできるのは、青年時代編でモンスターじいさんと会い「馬車」を入手後からであり、仲間にするには主人公のレベルがそれ相応に高い必要がある。一度の戦闘で仲間になる可能性があるモンスターが複数出現した場合、最後に倒した1匹のみ仲間になり得る。モンスターの種類により仲間にできる確率は個別に設定されていて、同種のモンスターは同時に3匹まで仲間にできるが、2匹目・3匹目になると仲間になる確率が低下する。名前はあらかじめ決められており、種別ごとに4つ設定されていて、決まった順に付けられる。
仲間モンスターは主人公たちと同様にレベルや経験値を持つが、初期レベルが1でない種類や、レベル上限が99未満の種類もいる。武具も装備でき、作戦・命令を与えられるが、「かしこさ」が20未満の場合は作戦・命令通りに行動しないことがある。
いくつかの町などにはモンスターじいさんの家があり、仲間モンスターを預ける、パーティーに戻す、状態を見る、別れる（登録抹消）ことができる。また、仲間が増えてパーティーの人数を増やせない時は、パーティーのうち誰か一人をその場でモンスターじいさん、もしくはルイーダに送ることができる。

### 戦闘
戦闘画面は以下の変更が行われた。
- 戦闘画面は『I』と同様、移動画面上にウィンドウが開き、モンスターに遭遇したフィールドによって表示される背景が変化する戦闘画面となった。背景の種類も『I』に比べ多彩なものとなっている。戦闘終了時には画面全体が暗転した後にフィールド画面に戻る。
- 敵側に対する攻撃や呪文がアニメーションで表示されるようになった。主人公たちの姿は従来同様映らない。
- 本作独特の要素として、モンスターが上下2段（地上・空中）に分かれて表示されるようになった。

戦闘システムでは以下の変更が行われた。
- 馬車を連れている際に、戦闘中に1人を別のメンバーと入れ替える「いれかえ」のほか、2人または3人を一度に入れ替えることができる「そうがえ」コマンドも新設された。また、「いれかえ」「そうがえ」ともにターンを消費せず、コマンド実行時に直ちに入れ替わり、新たに馬車から出たキャラクターがそのターンですぐに攻撃などを実行するようになった[21]。
- AI（人工知能）システムでは以下の変更が行われた。
  - 最初から敵の耐性などの情報を全て把握しており無駄な行動は取らない。
  - 作戦は、前作に登場した6つのうち「いろいろやろうぜ」が廃止され、代わりにコマンド入力で指示する「めいれいさせろ」が新設された[注 9][22]。
- コマンド入力で指定した標的がすでにいない場合、前作まではそのターンにおけるそのキャラクターの攻撃は無効となっていたが、本作からは残っている敵を自動的にランダムに選び出して標的とし攻撃するようになった（敵も同じ）。
- 鞭やブーメランなど、一度に複数の敵を攻撃することができる武器が初登場した[23]。武器で複数の敵を攻撃する場合、画面右側にいる敵ほど与えるダメージは減るほか、会心の一撃は出ない。
- 本作では新設された「みのまもり」が守備力の基礎値（防具を何も装備しない状態での守備力）となり、「すばやさ」は守備力とは無関係となった[24][注 10]。呪文体系も一部変更され、後のナンバリングタイトルでも受け継がれている。
- 敵モンスターには攻撃呪文の系統別の耐性が導入された。敵モンスターが攻撃呪文を受ける際、耐性の高低によってダメージが増減する方式となっている[25]。

なお、幼年時代はHPが0になる扱いが「しに」（死亡）ではなく「きぜつ」（気絶）となる。死亡とは異なり戦闘が終了するとHPが1になって復活するが、主人公が「きぜつ」した場合は全滅扱いとなる。

### その他
カジノ
専用のコインを購入しミニゲームに挑戦して獲得したコインを景品に交換できる。前作にあったスロットマシンとモンスター格闘場に加え、スライムレースという、競馬に似た5匹のスライムが走る競技が新登場。ポーカーは廃止された。
小さなメダル
アイテム小さなメダルを一定枚数メダル王に届けるとアイテムと交換できる。本作では前作同様にマップ上で手に入れるほかに、特定のモンスターを倒すと、ごくまれに落とすことがあるため、何枚でも入手できる。
本作では各アイテムごとに所定の枚数のメダルとアイテムを引き換える形であり、引き換えるとメダル王が預かっているメダルの枚数が減る。

## 設定

### ストーリー
幼年時代
主人公は父・パパスと共に、2年ぶりにサンタローズの村を訪れる。そこで幼馴染のビアンカと再会し、彼女と共にレヌール城でお化け退治をしてベビーパンサーを助ける。彼女と別れた後はエルフのベラと妖精の世界で起こる事件を解決。後、ラインハットにてヘンリー王子誘拐事件が発生し救出に向かうが、光の教団の手によりパパスが殺され主人公はヘンリーと共に教団の奴隷にされる。
青年時代前半
幼年時代から10年余が過ぎ、主人公とヘンリーは大神殿の建設現場で奴隷として働かされていた。そんな折、マリアの兄・ヨシュアの計らいで、マリアと共に脱走。流れ着いた海辺の修道院で手当てを受けた主人公は父の遺言通り、母・マーサと天空の血を引く「伝説の勇者」を捜すため、ヘンリーとともに新たな旅に出る。ラインハットでの異変を解決しヘンリーは自国に凱旋する。主人公は旅を続ける中で成長し再会したビアンカ、もしくは大富豪の娘フローラのどちらかを選び結婚することになる。その後、自分の出生の秘密が明らかになり、妻とともに故郷グランバニアへ帰還する。そこで双子の息子と娘を授かり、主人公は王に即位する。しかしその夜、妻がさらわれてしまう。妻を救うべく魔物を倒すが、主人公と妻は石化の魔法を受け石像となってしまい、盗賊にそれぞれ持ち去られてしまう。
青年時代後半
約8年後、主人公は成長した息子と娘により発見され、石化を解かれ故郷グランバニアへ帰還、子供たちと共に妻と母を捜す旅に出る。まず母の故郷を尋ね、息子が天空の血を引く「伝説の勇者」であると知る。そして湖底に沈む「天空城」を復活させ、その主マスタードラゴンと謁見。そして諸悪の根源「光の教団」本拠地である「大神殿」へ向かい教祖を倒し妻を救出したが、すべての悪の根源を絶つためには魔界にいる魔王を倒さねばならないことを知る。魔界では母・マーサと対面を果たすが、マーサは主人公たちの目の前で大魔王の魔力により命を落とす。両親の遺志を受け継いだ主人公は子供たちや仲間たちとともに大魔王・ミルドラースと最後の対決に挑む。

### 舞台設定
前作『ドラゴンクエストIV 導かれし者たち』の数百年後の世界が舞台。作中でも前作の主人公である「伝説の勇者」の物語が語られており、本作の物語とも密接に関係している。DS版『ドラゴンクエストVI 幻の大地』の裏ダンジョンにおいて、『VI』を基準に、『IV』が近い未来・『V』が遠い未来であると語られており、発売順では『VI』が天空シリーズ最終章だが、物語上は『V』が最終章である（『VI』に後の天空城が登場）。
主人公たちの世界（以降人間界と呼ぶ）は、「天空への塔」や「セントベレス山」のある大陸が世界地図の中央にあり、その大陸を囲むように各大陸が位置する。「天空への塔」は世界地図上の座標で見ると前作とほぼ同位置であるが、世界の地形や世界にある町は前作と全く異なる。前作の世界がどのように、またどの程度の年月をかけ本作の世界となったかは作品内では語られていない。
フィールドマップは人間界のほか、幼年時代で往来する妖精の世界と、終盤で登場する暗黒の世界がある。

## 舞台

### 王国
ラインハット
ヘンリーと、その弟デールが住む国。王位継承問題に絡み、魔物が暗躍している。城の北東には古代の遺跡がある。青年時代にはラインハット地下洞窟に進入することができる。
テルパドール
砂漠の国。伝説の勇者の兜が保管されている。女王アイシスは人の心や未来を読む力を持ち、伝説の勇者が現れるのを待ち続けている。彼女の祖先はかつて伝説の勇者と共に戦った者（名前は明かされていない）であり、その縁で代々、兜を守っていたとされている。
グランバニア
主人公とパパスの出身国。安全のため城下町を丸ごと城の中に収めているが、サンチョの家だけは城外にある。南にネッドの宿屋、チゾットへの山道、グランバニアへの洞窟があり、チゾットへの山道を越えた先にはチゾットという山頂にある村がある。北東に試練の洞くつ、海を隔てて北西に北の教会、さらに北にデモンズタワーがある。
王国以外の町・村・地域
サンタローズ
物語冒頭で主人公とパパスが暮らす村。奥にサンタローズの洞窟がある。後にラインハットの侵攻により廃墟と化す。南にはビスタ港という小さな港がある。
アルカパ
サンタローズ西方にある町で大きな宿屋が特徴。ビアンカの故郷。ここでベビーパンサーと出会う。
オラクルベリー
中心にカジノがある大きな町。南には海辺の修道院と神の塔がある。店の数も多く、モンスターじいさん、夜だけ営業するオラクル屋、無料で占ってもらえる占いババの店が存在する。
ポートセルミ
北西の大陸にある港町。ルドマンの船が係留されている。大きな灯台と酒場がある。南には魔物に農作物を荒らされて悩まされている農村カボチ、西には呪文研究家のベネットが住むルラフェン、さらにその南にはルラフェン南の洞窟がある。
サラボナ
大富豪ルドマンの住む大きな屋敷とその別荘や、大きく特徴的な教会がある町。町の隣には警備のために建てられた見晴らしの塔を併設。南東には炎のリングが眠る死の火山、北の山中には温泉が湧き、水門の管理を行う山奥の村、水門の先には水のリングが眠る滝の洞窟、東の森林地帯に妖精のいる迷いの森がある。
エルヘブン
主人公の母マーサの故郷。辺境の地にある。4人の長老が治めている。町全体が立体構造の建物になっている。太古の住民は人間界と天界・魔界の間にある門を操る能力を持っていたが、現在はその力のほとんどが失われている。南の湖のほとりにはトロッコレールが多数敷かれたトロッコ洞窟があるが入口は溶岩で塞がれている。また、ここに来るために船で通る海の神殿に3つの女神像がある門が存在する。
中央の大陸
天高くそびえるセントベレス山のある大陸。大陸上にはかつて天空城に通じていた天空への塔があるが、本作では崩壊して塔の途中までしか残っていない。大陸中央の霧の湖には妖精の城がある。セントベレス山頂上には、主人公とヘンリーが10年間奴隷として強制労働させられた光の教団の本拠地である大神殿がある。
そのほかの建造物
レヌール城
アルカパの北にある城。エリック王とソフィア王妃の城であったが、子供がいなかったため王家の血筋は途絶え、その後、城はゴーストたちに占領された。
魔物のすみか
カボチの西にある洞窟。洞窟内には大量の穴が開いている。
封印のほこら
サラボナの北西の島にある祠。150年前にルドマンの先祖ルドルフが封印したブオーンが眠っている。
メダル王の城
テルパドールから東にある島に建っている小さなメダルを集めている王が住む城。
天空城
天空の神マスタードラゴンの住む城。かつては空に浮いていたが、動力源のオーブを喪失し、エルヘブンの南の湖底に沈んだ。再浮上後は乗り物として使用できる。
ボブルの塔
岩山に囲まれた島にそびえ立つ塔。中には巨大な竜の像があり、その内部にはドラゴンにまつわる品がある。
封印の洞窟
サンタローズの北にある洞窟。
カジノ船・名産博物館
前者は中央の大陸から北にある島に停泊する船、後者は同じく南西にある島に存在する博物館。
オークション会場跡
封印の洞窟の北の海沿いにある廃墟。ここで、石像にされた主人公が競売にかけられた。
ジージョの家
グランバニアから南東にある島に建てられた家。石像にされた主人公をここの主人が買い取った。
異世界
妖精の世界
妖精やドワーフが住む。人間界より小さい。幼年時代編と青年時代編で2回訪れるが、幼年時代編では雪が積もり、青年時代編では春である。妖精の村はポワンが治めており、人間と妖精、魔物が共存する。青年時代には妖精の村のみ入れる。
暗黒世界
邪悪な世界で、ミルドラースの住まう魔の山エビルマウンテンがそびえている。魔界とも呼ばれる。昼と夜の区別がなく常に暗い。南部に聖水によって町全体が守られた町ジャハンナがある。エンディング後、エビルマウンテン南にエスタークが眠る謎の洞窟が出現する。討伐後、謎のすごろく場が解放される。

## 道具
物語の進行上、特に重要な道具について解説する。
旅人の地図
前者は青年時代のオラクル屋で購入、世界の地形がわかる。後者はパパスが主人公に渡した地図で歩くと地形や町などが記されていく。
たいまつ
レヌール城に伝わる、暗闇を青白い炎で照らす道具。
ビアンカのリボン
ビアンカとの別れ際にベビーパンサーにつけられたビアンカ愛用のリボン。装備するとかしこさが上がる。彼以外にスライム族や主人公の娘もつけられる。またキラーパンサーを仲間にするイベント戦闘でも用いられる。
盗賊の鍵の技法
ザイルの祖父が作った、簡単な作りの鍵を解錠できる技。技術習得後、書物は消滅しアイテム欄より消える。幼年時代のドワーフの洞窟にある。
春風のフルート
世界に春を呼ぶために必要なフルート。雪の女王に唆されたザイルによって盗まれる。
馬車
オラクルベリーの北西にある「オラクル屋」にて、300Gで購入可能。一部のモンスターを仲間にすることが可能になる。
パパスの手紙
パパスが未来の主人公にあてた手紙。この旅の本当の目的を記したメッセージが記されている。
天空の剣・天空の鎧・天空の盾・天空の兜
選ばれし伝説の勇者のみが身に付けられる武具。資格なき者には鉛のように重く感じるが、資格ある者には羽根のように軽くなり、さらに資格者の体格に合わせて大きさが変化するなど不思議な特性がある。
ラインハットの鍵
ラインハット城の扉を開ける鍵。書庫や宝物庫を解錠する。
ラーの鏡
真実の姿を映し出す鏡。戦闘中に使うと変身した敵を元に戻す。
ルラムーン草
魔法研究に使う草。月明かりの下で仄かに光る。
パパスの剣
パパス愛用の剣。前述のキラーパンサーが守っていた。パパスの血を引く主人公と息子のみ装備できる。グランバニア王家の紋章入り。
炎のリング・水のリング
身につけた者に幸せをもたらすと言い伝えられている指輪。主人公と妻の結婚指輪となる。
王家の証
グランバニア王即位に必要な証。
空飛ぶ靴
特定の場所に移動できる不思議な靴。動物の帰巣本能を利用しているとも言われる。
ストロスの杖
主人公の娘が主人公の石化を解いた時に用いた魔法の杖。妻にも使用できるがイブールの呪いで石化は解けず。
魔法のじゅうたん
赤い魔法の絨毯。普段は道具袋に収められている。広げると魔法の力で浮かび陸や海の上を高速で移動できる。低空を飛ぶため、森や山を越えることはできない。
魔法の鍵
魔法で鍵をかけられた扉を開けられる鍵。
マグマの杖
マグマを呼び出す力を持つ杖。
妖精のホルン
妖精族が作り出したホルン。特定の場所で吹くと妖精の城へ行ける。
ゴールドオーブ・光るオーブ
太古の昔に妖精族が創った、黄金色に光るオーブ。強大な魔力があり天空城の動力源であった。天空城に開いた穴から落ち、レヌール城でお化け退治を終えた主人公たちに偶然拾われる。光るオーブは現在の妖精族がゴールドオーブを再度創ろうとした失敗作で、外観は似ているがゴールドオーブのような魔力はない。
右目・左目
元は巨大なドラゴンの石像に使われていた宝玉。
ドラゴンの杖・王者のマント・光の盾・太陽の冠
真の王者だけが身につけられる武具。天空の武具以上の性能で、全て主人公しか装備できない。光の盾は隠しダンジョンでしか手に入らない。
ドラゴンオーブ
竜の力が封印されているという不思議なオーブ。
天空のベル
はるか天空まで音が響き渡るという鈴。
命のリング
イブールを倒した後に入手する指輪。
最後の鍵
形状記憶合金の一種である「マネマネ銀」なる物質で作られた、世界中のほぼ全ての扉を開けられる鍵。
賢者の石
戦闘中に使うと全員のHPが回復する不思議な石。
聖なる水差し
激しく燃え盛る魔界の炎さえ消してしまう水を出せる水差し。

## 登場人物

### プレイヤーキャラクター
主人公〔パパスの息子〕
声 - 吉田古奈美（CDシアター版・幼少時代）、堀川亮（CDシアター版・青年時代） / 佐藤健（劇場アニメ版）、大西利空（劇場アニメ版・幼少時代）
本作の主人公。名前はプレイヤーが自由に付けることができ、公式に設定された名前はない。
グランバニア王パパスと元エルヘブン民である王妃マーサの間に生まれた一人息子。長い黒髪を後ろで結い紫のターバンを巻いている。青年になると杖を持ち、羊飼いのような服装となる。本来は正当な王位継承者だが、事実を伝えられずに幼い頃から父と世界中を旅していた。
幼年時代はあどけなさが残る少年で、よく「優しい、不思議な瞳の持ち主」と言われる。幼年時代は字が読めず看板や本などの文字を読むことができないため、ビアンカやベラなど、字の読める仲間が一緒にいないと進められない箇所もある。青年時代には読めるようになる。
幼年時代、主人公はパパスから母であるマーサは死んだと聞かされていたが、パパスの死の直前に存命であることを告げられる。
父と死別した後、ヘンリーと共に奴隷生活を10年強いられるが、青年となったあるときそこから脱走し世界中を旅する。
亡き父が遺した手紙から旅の目的がマーサを救出するために天空の勇者を捜索することであったことを知る。また、父が残した天空の剣を装備しようとしたが、体が鉛のように動かなくなり、父と同じく装備できなかった。
青年時代は所々で出会う女性から「素敵な人」と呼ばれるほどの美青年となるほか、母の不思議な力を受け継ぎ、魔物の邪心を払い改心させる能力があり魔物を仲間にできる。
物語中盤で結婚、そして子供が生まれ、成長した子供たちと一緒に再び旅に出る。家族を持った彼は父が果たせなかった探し物を求め、さらに邪悪な魔の手を食い止めるため旅をする。
肩書きは物語の進行に応じて〔パパスの息子〕→〔神殿のドレイ〕→〔逃げたドレイ〕→〔さすらいの旅人〕→〔モンスター使い〕→〔グランバニア王〕→〔勇者の父親〕と変わる。
ビアンカ
声 - 川村万梨阿（CDシアター版）/ 豊口めぐみ（DS版CM） / 井上麻里奈（『ヒーローズ』・『ヒーローズII』） / 有村架純（劇場アニメ版）
演 - 富田麻帆（『ライブスペクタクルツアー』）
主人公の幼馴染で2つ年上の金髪の女性。髪型は幼年時代は左右三つ編み、青年時代は右肩に三つ編みとなる。アルカパの宿屋を営むダンカン夫婦の娘とされているが、実子でなく彼女にも告げられていない。
パパスのことは「パパスおじさま」と呼ぶ。
基本的に気さくで正義感が強く心優しい性格であり、成長後も変わらない。幼年時代はおてんばで主人公に対しお姉さん振る舞いをして頑張るが、青年時代にお化け退治を回想する際、「本当は暗い場所もお化けも苦手で、怖くて泣きそうだった」と語る一方で主人公に「私より小さいのに守ってくれてとても嬉しかった」とも語り、冒険は怖かったがとても心に残っている様子がうかがえる。
幼年時代、ベビーパンサーをいじめていた子ども二人にスカートをめくられたり（ベビーパンサーを助けた後の彼女の独り言より）、青年時代、滝の洞窟で水のリングを探す男に尻を触られたりと、セクハラ被害が多い。
主人公たちがアルカパを離れて3年後に、父の療養のため宿屋を売り、家族で山奥の村へ移る。その後すぐ育ての母を病気で亡くすが、寂しさを父親の前で顔に出すことはなかった。生活のために村周辺の山まで出かけるなど、成長後も活発な様子である。その際、山で怪我をしてビアンカに手当てされた戦士から「勇気ある女性」と賞賛する話も聞ける。そして「とびっきりの美人」と噂されるほどの女性となり、主人公と再会する。彼から母や勇者、結婚の話を聞き、主人公の力になりたいと指輪探しに同行、フローラと共に花嫁候補になる。花嫁に選ばれた場合は、教会へエスコートされる時、主人公に「ずっと大好きだった」と告白する。
結婚後は遠慮せず言いたいことを言い合う対等な夫婦となるが、姉さん女房なせいか幼い頃のようにお姉さんぶる場面もあり、子供が生まれた後は母親の立場から子供たちに関するセリフも多くなる。
また、他の人物の会話に入ってくる場面（その人物が話した後に彼女が話す）が多いのも特徴である（息子を叱る、娘をなだめるなど）。堅実に生きてきた分お金に心配性な所もある。
花嫁に選ばれなかった場合にも主人公の結婚式の準備を手伝ってくれる。その後は山奥の村で独身のままダンカンと暮らし、ビアンカに好意を寄せる男性も登場するが、主人公に対する好意と未練を断ち切れないようである。歳を重ねてもその美しさは変わらないらしく、主人公の息子に一目惚れされたりもする。
ベビーパンサー / キラーパンサー
ヒョウのような姿をした魔物。ベビーパンサーはキラーパンサーの幼生。本来は「地獄の殺し屋」と呼ばれており、人に懐くことはなく、通常の敵として登場するベビーパンサー・キラーパンサーは仲間にできないが、ストーリーに登場する1匹だけが主人公の仲間となる。
ベビーパンサーの頃（幼年時代編）はアルカパで猫だと思っていた子供たちにいじめられていたが、お化け退治をした主人公とビアンカによって助けられ仲間となり、ビアンカと別れる際に彼女のリボンを付けられる。その後、主人公が大神殿に連行される際、野生に戻れば再び魔物としての本能を取り戻すとゲマは考え、そのまま放置される。
好きな名前を付けることはできないが、ビアンカがいくつかの名前を提案し、その中から1種類を選んで名づけることになる。
青年時代では成長してキラーパンサーとなり、カボチ村の西にある魔物のすみかの奥底で形見であるパパスの剣をずっと守っていたが、ときどき村の作物を盗み村人を困らせていた。村人の依頼により魔物退治に来た主人公と再会し、再び仲間となる。このカボチ村での魔物退治は青年時代前半・後半問わず行うことができ、また魔物退治を行わずキラーパンサーを仲間にしないままクリアも可能。
ヘンリー〔ラインハット王子〕
声 - 山口勝平（CDシアター版） / 坂口健太郎（劇場アニメ版）、高月雪乃介（劇場アニメ版・幼少時代） / 小松昌平（ライバルズエース）
ラインハット王国の第一王子。緑色の髪の男性で、幼年時代はよく城の人間にイタズラをしていた。母を亡くし、弟を国王にさせようとする義母とうまくいっていなかった。遊び相手を「子分」とするため、弟のデールや主人公も子分とされる。義母の企みにより誘拐され、古代の遺跡に幽閉されるが、脱出の際にゲマ一味に捕まり、主人公と共に奴隷として大神殿の建設現場へ連れ去られる。
奴隷時代は、古代の遺跡でのパパスの叱咤と彼の死、そして奴隷としての苦労から素直で快活な青年となる。主人公や女奴隷のマリアとともに大神殿から脱走し、主人公の親友となり青年時代前半スタート時から一緒に旅をする。当初は二度とラインハットには戻るまいと考えていたが、主人公の故郷であるサンタローズがラインハットによって滅ぼされたことを知り、それが自分が行方不明になったことへの報復と知り責任を感じる。さらに故郷の異変の噂を聞き再びラインハットへ戻り、悪の根源であるニセ太后を倒し、デール国王を補佐するためラインハットに残る。そして想いを寄せていたマリアと結婚。「白馬にまたがり修道院に彼女を迎えにきた」と修道院の少女が語っている。
フローラ
声 - 井上喜久子（CDシアター版） / 花澤香菜（『ヒーローズ』・『ヒーローズII』） / 波瑠（劇場アニメ版）
演 - 杉本朝陽（『ライブスペクタクルツアー』）
ルドマンの娘とされている、長い青髪に紫またはピンク色の大きなリボンをしている女性。ルドマンの実子ではなく、その事実を本人も知らされている。
父の言いつけで修道院で10年余り生活し、心優しくおしとやかな性格の女性に成長した後、父の意向で結婚相手を探すためにサラボナへ戻っていた。そんなある日、飼い犬のリリアンをきっかけに、主人公と出会う。当初、結婚に乗り気でないが、花婿候補に立候補した主人公を見て考え直した様子がうかがえる（のちに「主人公でなければ逃げ出していたかもしれない」と語る）。
父が強引に始めた結婚話によって、花婿候補たちが危険な目に遭うことに責任を感じており、同じ町に住む幼馴染の青年・アンディ（声 - 飛田展男〈CDシアター版〉）が炎のリングを探しに死の火山に向かい、ひどいヤケドを負った際は熱が下がるまで看病し、主人公にも大丈夫だったのか安否を尋ねるなど、彼女の献身的な姿勢が垣間見える。
フローラと結婚後、ルドマン邸や別荘に宿泊できる。主人公と結婚しない場合はアンディと結婚する。主人公と結婚後は基本的に「さん」づけで呼ぶが、1度だけ「さん」づけしないで呼ぶ場面がある。
青年時代前半編は幼年時代のプレイヤーキャラクターと同様、HPが0になると気絶となり死亡せず、戦闘終了後にHP1で復活する。
『いただきストリートSpecial』や『ドラゴンクエストIX』にゲストキャラクターで登場するが、原作と異なり高飛車な性格で、金持ちの娘であることを鼻にかけた不遜なセリフが目立つようになった。
男の子〔主人公の息子〕
声 - 吉田古奈美（CDシアター版） / 内田彩（ライバルズ） / 内川蓮生（劇場アニメ版）
天空の勇者。名前はプレイヤーが自由に付けることができ、公式に設定された名前はない。
主人公と妻の間に生まれる双子の息子でグランバニア王子。父親と同じく長髪を後ろで結い、多数のくせ毛が特徴の少年。母親により髪色は異なる。
生まれて間もなく父母である主人公と妻が行方不明となり、8年後ようやく父親と再会する。石化していた主人公を救出した後パーティーに加わる。パーティー加入後の年齢は8-10歳（父と妹と共に母親を救うまで2年経っている）。
主人公が受け継ぐエルヘブン民族の血筋と妻が受け継ぐ天空の勇者の血筋の混血により、伝説の勇者として目覚める（作中では「勇者の血筋からの伝説の勇者の復活」という表現がされる）。登場時8歳とシリーズ史上最も若い勇者である。祖父パパスや父が装備できなかった天空の剣を装備でき、天空の兜を装備すると、兜が頭の大きさに合わせ縮む現象が起きる。
天空の兜を入手した場合、肩書きが〔主人公の息子〕から〔伝説の勇者〕へと変化する。肩書きが変わらずとも勇者と呼ばれシナリオも変わらず。
『モンスターバトルロードII』では女の子と共にプレイヤーの分身として使用可能。
女の子〔主人公の娘〕
声 - 荒木香恵（CDシアター版） / 内田彩（ライバルズ）
主人公と妻の間に生まれる双子の娘でグランバニア王女。名前はプレイヤーが自由に付けることができ、公式に設定された名前はない。男の子と同様、母親と同じ髪色になる。パーティー加入後の年齢は男の子と同じ8-10歳。
兄と同じ天空の勇者の子孫だが、母親の勇者の血を色濃く受け継いだ兄とは対照的で天空の武具は装備できない。一方で父や祖母譲りの動物や魔物とすぐ仲良くできるという素質がある（リメイク版の会話システムの導入によれば、その性格がより詳細に描写されるようになった）。また、まひや石化を解くことができるストロスの杖を装備できる唯一の人物であり、その杖の力で主人公を石化状態から救出する。
少しだけ大人びたところもあるおませな少女。いとこおばであるドリスと仲が良い。いたずら好きでワガママなラインハットのコリンズ王子とは馬が合わない様子。
『モンスターバトルロードII』では男の子と共にプレイヤーの分身として使用可能。
サンチョ〔召使い〕
声 - 塩屋浩三（CDシアター版） / ケンドーコバヤシ（劇場アニメ版） / 稲田徹（ライバルズエース）
パパスの召使い。パパスがマーサと結婚する前からの家臣。後に主人公にも仕える。やや肥満体で、気の優しい壮年男性。主人公の教育係的存在であり、とても可愛がる。パパスたちが旅に出ている間はサンタローズの家を守っていた。後に青年主人公が石化されて行方不明になっていた間は、彼の子供たちの親代わりでもあり、子供たちとともに主人公を探し出し、石化から救出する。
涙もろい性格でもありしばしば感涙に咽ぶ。パパスを深く敬愛し彼の死に誰よりも深い悲しみを感じていた。
幼年時代、パパスと主人公の素性を知る唯一の人物だが、パパスの命令で秘密にしていた。のちにそのことを謝罪し、彼が王位に就くことを強く望んでいた。王位に就いた主人公のことは「王」と呼ぶが、たまに「坊っちゃん」と昔の呼び方に戻る。
独身であるが召使い経験から料理と子育ては得意。
青年時代後半編にはルイーダの店に登録され、パーティーに加えることができる。
ピピン〔グランバニア兵士〕
グランバニア城の宿屋の息子。青年時代前半ではまだ子供であり、兵士を志している。大人になって母親の反対を押し切り、父親と同じグランバニア兵士となる。
青年時代後半ではグランバニア兵士となっており、サンチョと同様、ルイーダの店に登録され、パーティーに加えることができる。グラフィックが一般兵士と同じ。

### ノンプレイヤーキャラクター
パパス〔父親〕
声 - 神谷明（CDシアター版） / 小山力也（DS版CM）/ 玄田哲章（ライバルズ） / 山田孝之（劇場アニメ版）
主人公の父親。長い黒髪を後ろで結い、口ひげをたくわえ、その気品と風格から旅先で彼を伝説の勇者と勘違いする者もいたという。
グランバニア王であったが、魔界に連れ去られた妻・マーサを救うため、身分を隠し息子とサンチョを連れ天空の勇者を探す旅を続けている。その結果、天空の剣を見つけるが自分が装備できず嘆く。アルカパのダンカンとは付き合いがあるが、ビアンカのことは覚えていなかった（彼女は主人公と前に会っている）。
ラインハット王にその勇猛さからヘンリーのお守り役を依頼されるが、ヘンリーが誘拐され追跡し、古代の遺跡にてジャミ、ゴンズと闘う。2体相手に圧倒し、一度は勝つがゲマに主人公を人質に取られ抵抗できず、ジャミとゴンズに倒される。そしてマーサが生きていることを主人公に告げた直後、ゲマの炎（SFC版では火炎の息、リメイク版ではメラゾーマ）で命を落とす。
剣と皮の腰巻を装備した体躯の良い戦士だが回復呪文も使える。厳しさと優しさを併せ持つが、ダンカンの風邪をうつされたり、ラインハットに赴く際に帰りそうになったりと、多少間抜けな面も見受けられる。サンタローズの村の住人たちは正体を知らなかったが、旅から帰って来ると話題になるなど皆に慕われており、村に来たのは主人公の幼年時代から数えて5年前（つまり主人公が1歳の頃）で、村の戦士は「村の長」と呼んでいた。また、グランバニア王都の城塞都市への改造を主導したことも語られており、こちらも住民に評判が良い。
通常は幼年時代の特定のタイミングのみ加入するNPCで戦闘中は操作できない。能力値は全体的に優れ特にHPが高い。1ターンで2度行動することがあり、頻繁に会心の一撃を発生させるため、幼年時代の通常戦闘で負けることはない。戦闘終了後は主人公のHPが低下していると呪文で回復する。このときのホイミは通常のものとは異なり、主人公のHPが完全回復し毒などの状態異常も治療される。
青年時代後半の特定のイベントで主人公が幼年時代設定のサンタローズ村で彼に会うことができる。
ベラ〔妖精人〕
声 - 金丸日向子（CDシアター版） / 植田佳奈（ライバルズ）
ポワンの命で人間界を訪れたエルフの娘。大人の人間には姿が見えず、自分の存在を知らせるためにサンタローズでイタズラを繰り返す。そして自分の姿が見える幼年の主人公と出会い、妖精の世界へ導く。この時彼女は途方にくれて歌っており、声をかけられた時は本当に嬉しかったと後に語る。
妖精の世界の冒険時、パーティーに加わり共に戦う。初めは主人公を幼く頼りないと思うが、無事に春風のフルートを取り戻すと見直す。騒動の後、ある場所に「ありがとう。またいつか会いたいわ」という趣旨の落書きを残す。青年時代後半に再会する。
青年時代前半に、サンタローズで寝ている子供の夢に登場する。
CDシアター版ではやんちゃな口調が目立つ。

### 花嫁候補たちの育ての親
ダンカン
ビアンカの育ての父親。幼年時代編ではアルカパで妻とともに大きな宿屋を経営していて、旅をしている最中のパパスが主人公を連れ何度か宿を訪れているためにパパスとは親しい間柄にあった。
その後、病を患い、宿屋を経営していくのが困難と判断し、店を売り療養のため一家で温泉がある山奥の村に移るが、間もなく妻に先立たれる。青年期前半編で村を訪れた主人公たちと再会。ビアンカは顔には出さないが心底寂しいのではと思い、彼女の身を案じて訪ねてきた主人公に彼女が自分の実子ではないことを打ち明ける。また、彼に「ビアンカと結婚してもらえればいいな」と促す。
血のつながらないビアンカを実の娘のように可愛がり、ビアンカは両親に大事に育ててもらい幸せだったと語る。
青年期後半には体調が安定したようで、地元の青年に経営術を熱心に指導している。
ビアンカと結婚しなかった場合は幼少期の思い出を語り、懐かしむ。
ルドマン
声 - 沢木郁也（CDシアター版） / 松尾スズキ（劇場アニメ版） / 大川透（ライバルズ）
フローラの育ての父親。サラボナに住む大富豪。
フローラの婿を探すためその候補となる男性に厳しい条件を課す。熱中すると全く周りが見えなくなる性格であり、融通の利かない強引な性格を除けば気のいい紳士である。
炎のリングと水のリングを入手した主人公をとても気に入り、フローラがビアンカの想いに気付いた際は彼に考える時間を与えたり、相手にビアンカを選んでも祝福して結婚式をあげさせる。また結婚式に出席したヘンリーから彼の目的が「伝説の勇者を見つけ、母親を救出すること」と聞き、家宝の天空の盾を無償で譲る、所有する船を無償で貸すなど太っ腹な面もある。
主人公がフローラと結婚すると、青年時代前半のグランバニアまでの道中や、青年時代後半で旅の援助として現金や武具を持たせた使者を送る。
花嫁選びの際に彼にもプロポーズできるが「考え直しなさい」と断られる。
150年前の先祖ルドルフは怪物ブオーンを封印した。
PS版『IV』では移民の中に彼やルドルフの祖先と思われる人物が登場する。

### グランバニア王国の人物
マーサ
声 - 佐久間レイ（CDシアター版） / 賀来千香子（劇場アニメ版）
主人公の母親で、パパスの妻（グランバニア王妃）。長髪で髪色は緑である。
エルヘブン出身で彼女がパパスと駆け落ちして村を出たため、パパスは住民たちに恨まれていた。
邪悪な魔物を改心させるほか、人間へ転生させる力を持ち、その力はモンスターを仲間にする能力として主人公に継承された。
エルヘブンの民が持つ魔界への門を操る能力を最も強く受け継いでいたが、その能力ゆえ大魔王ミルドラースによって魔界に連れ去られた。
大神殿では後述するイブールを倒した後に、主人公の妻の呪いと石化を解く。そしてテレパシーらしき能力で主人公に「魔界に来てはなりません」と告げるが、それを破り魔界に来た彼を咎めることなく受け入れ、道具を転送する場面がある。
エビルマウンテンで息子と再会を果たしミルドラースを封じるべく全力を尽くすが、力及ばずに息絶える。
オジロン
声 - 平野正人（CDシアター版）
パパスの弟で、主人公の叔父。パパスが行方不明となった後、グランバニア王の座に就く。
後に主人公に王座を譲るが、主人公の行方不明時に王代行（大臣）となる。人柄の良さで周囲には慕われるが、決断力と胆力に乏しい面があり、国王に不向きであると自覚している。
ドリスという一人娘がいるが、妻（ドリスの母親）の存在は物語中では触れられない。
主人公が石化から戻ると正式に大臣に就任するが、主人公は旅に出るため実質的に国政を司る。
ドリス
オジロンの娘で、主人公の従妹。父が王在任中は王女として暮らすが、王族の堅苦しい暮らしは性に合わなかったらしい。
オジロンを「親父」と呼ぶなど、口調はやや荒っぽい。
グランバニア大臣
オジロンが王位についていた時の大臣。オジロンに決断力や胆力が乏しいことから自分が王のような振る舞いをする。
主人公が帰郷すると彼が王位に就くのを阻止すべく試練の洞窟へ行くよう促し、そこで暗殺を計画したが失敗する。
次に即位式の準備を自ら行い祝賀の酒に眠り薬を入れ、夜にジャミ率いる魔物たちを使い王妃を誘拐させる。計画は成功するがデモンズタワーで魔物たちの裏切りに遭い悲壮な最期を遂げる。死の間際には魔物の力など借りるべきではなかったと改心し、主人公に国を託して死んでいった。

### ラインハット王国の人物
デール
ラインハット王国の第二王子。ヘンリーの異母弟で、彼と違って茶色の髪。ヘンリー曰く「鈍臭い」が気の優しい少年。本人は王位に就きたくないと思っていたが、息子の王位に目がくらんだ母の陰謀により兄に代わり王位につく。ただし、実権は母であるニセ太后に握られており、実質お飾りに過ぎず無気力であった。
一連の騒動が終結した後もヘンリーが即位を辞退したためデールは引き続き在位する。その後は跡目争いを避けるため、独身を貫きいずれは甥のコリンズに王位を継がせるようである。
青年時代後半の姿のグラフィックは、SFC版ではヒゲが生えた汎用の王様、リメイク版では若い王様。
ラインハット王妃
ヘンリーの継母で、デールの母。先代の王がヘンリーに寂しい思いをさせぬよう再婚したが、彼女はデールだけをかわいがりヘンリーを邪魔者扱いし、最後はデールの即位のため彼を人さらいに誘拐させる。
1年後、夫が崩御しヘンリーも行方不明とされたため、思惑通りデールが王に即位し彼女も太后となる。しかし、魔物（ニセ太后）に入れ替わられ地下洞窟の牢屋に幽閉される。
青年時代前半に主人公とヘンリーに助けられ、事件後はおとなしくなり、ヘンリーがいた部屋に住む。
青年時代後半には一切登場せず、城や城下町にいる者も誰一人として彼女に関する話をしないため、生死は不明。ヘンリーと太后がいた部屋は青年時代後半ではコリンズの部屋になっている。
マリア
声 - 久川綾（CDシアター版）
光の教団にいる女性奴隷。後述の兄・ヨシュアとともに光の教団に入り、その教祖に仕える侍女であったが、教祖の皿を割ったことを咎められて奴隷にされた。
大神殿の建設作業中にミスをして鞭打ちされているところを主人公とヘンリーに助けられ、兄の計らいで主人公やヘンリーとともに大神殿を脱走。流れ着いた修道院で洗礼を受け修道女となる。その後ラインハットに平和を取り戻すため、神の塔に入る清き乙女の力が必要と聞くと志願して仲間になる（戦闘には参加しない）。のちにヘンリーと結婚。一子コリンズを授かる。
SFC版では修道女となった後は金髪ロングヘアーの容姿となっている。
コリンズ
ヘンリーとマリアの間に生まれた息子でラインハット王子。髪色は父と同じ緑。叔父デールが独身のため王太子に指名されるが、父親譲りのイタズラ好きの性格で周囲を困らせる。主人公の子供たちより年下で、「子分にならないと泣くぞ」という発言などに対して、彼らは「わがままばかりで疲れちゃった」「変な子だよね、普通にしゃべればいいのに」とコメントしている。
幼少期のヘンリー同様、子分のしるしを使ったイタズラを彼らに仕掛け、かつての事件を彷彿とさせる。ヘンリー曰く「自分が子供の頃はもっとおとなしかった」とのこと。しかし、ヘンリーの幼年時代には同世代の女の子にはあまり好かれていなかったが、コリンズは城の女の子に好かれており異性には優しい一面が描かれている（イベント後に子供たちは「子分になるのは嫌だけど、友達になるのは考える」と話す）。
トム
ヘンリーが幼少期から王宮兵士を務めている。蛙が苦手で、就寝中にヘンリーに蛙を入れられて何度も泣かされていた。
青年時代前半では関所の守衛を務めている。最初は主人公たちの行く手をふさごうとするが、ヘンリーが昔の思い出話をしたことで、目の前にいるのがヘンリーだと気づき通してくれる。ヘンりーに悪戯されたことも楽しい時代で良き思い出と語る。

### 妖精世界の住人
妖精の世界に暮らす妖精やエルフ、ドワーフである。人間界では子供にだけ妖精が見える。主人公も幼年時代には妖精が見えるが、青年時代は息子か娘が一緒でないと妖精が見えない。
ポワン
声 - 萩森侚子（CDシアター版）
妖精の村の長。妖精の世界の危機を救える人間を探しており、ベラに人間の戦士を探す使命を与えた。穏和で、妖精・ドワーフ・魔物を分け隔てなく村に住まわせる。支持者は多いようだが、全ての住民の支持を得られているわけではないようで、「やりかたが甘過ぎるから春風のフルートを盗まれる」と苦言を呈す者もある。フルートを奪還した主人公にお礼を言い、青年時代後半に妖精の女王の会い方を教える。
ルナ
妖精の村の図書館にいるエルフ。幼年時代では春風のフルートを盗んだ犯人（ザイル）を教え、青年時代後半では妖精の城の場所を教えてくれる。
妖精の女王
妖精界を統治し、妖精の城に住む女王。青年時代後半に天空城復活に力を貸す。妖精界ではなく人間界に住む。
ザイル〔ドワーフの息子〕
妖精の世界に住むドワーフの少年。マントつきの覆面を頭から被っており、素顔を確認することはできない。世界中を凍りつかせようと企む雪の女王に唆され、妖精の村から春風のフルートを盗み氷の館に逃げ込む。フルートを取り返しに来た主人公たちと戦うことになるが、女王を倒したあと、騙されていたことを知り、祖父がいる洞窟に戻る。
『モンスターバトルロードIIレジェンド』の『レジェンドクエストV』で敵として登場した際はカンダタの色違いであり、体が従来より大きい。
『X』のイベントクエストにも登場。「あらくれ」の姿になっている。フルートを取り戻そうとする主人公に鍵の技法を授ける。
老ドワーフ
ザイルの祖父で本名不明。ポワンの先代に「盗賊の鍵の技法」を編み出したことをとがめられ、村から追放されスライムと共にドワーフの洞窟に住んでいた。村の住人曰く「ポワンの代なら追い出されなかったのに」とのこと。
ザイルの行為に心を痛め主人公に彼を止めるよう頼む。技法を洞窟の奥に封印した。
青年時代後半では故人となり、スライム曰く「ザイルが心配かけたせいで病気になった」とのこと。

### その他の人物
以下の人物は、ストーリーに関わりのある人物である（味方の魔物を含む）。
ヨシュア
マリアの兄。妹と共に光の教団に拾われ、大神殿建設工事現場の兵士として職務を遂行していたが、大神殿が完成した暁には奴隷は皆殺しにされる噂を聞いたため、奴隷に貶められたマリアを救おうと模索していた。そこに奴隷でありながら幹部に反抗した主人公とヘンリーの強さに希望を見出し、マリアを託し彼らを樽に入れて海へと放つ。
完成後の大神殿では、牢獄内で白骨死体となっており、壁にマリアへの遺言が残されている。
プサン
声 - 屋良有作（CDシアター版） / 安田顕（劇場アニメ版）
エルヘブン南のトロッコ洞窟で出会う自称天空人の謎の男。本人曰く、回り続けるトロッコにうっかり乗ってしまい、そのまま20年間も回り続けていたという。
真面目な面をのぞかせるものの普段はひょうきんな物言いで、姿はバーテンダーと同じグラフィックである。
主人公たちに助けられ、彼らが湖底に沈んだ天空城に向かっていると聞くと「人数は多いほうがいいですからね」と言ってパーティーに参加。戦闘には参加しない。
正体は天空の神マスタードラゴンで、ドラゴンオーブにその力を分離・封印することにより人間の姿を得ていた。前作『IV』の頃は人間との交流を厳しく禁じていた彼だが、その後に人間と人間社会に魅力を感じるようになり、彼らのことをもっと知るために人間に扮して地上で生活していた（これはオーブの封印に関わった一部の天空人しか知らなかったようである）。
エンディングでは世界に平和が戻ったため「ドラゴンの姿と厳格なしゃべり方は疲れる」と言い、再びプサンの姿になった。

### 光の教団
本作での敵組織。セントベレス山の頂上に神殿を構える。表向きは光の国の存在と教祖への信仰を教義とし、各地での布教活動によって近年信者を大きく増やしている宗教団体だが、勧誘した信者を奴隷として強制労働させる、子供を誘拐するなど、その実態は邪悪な教団である。子供誘拐（特に身分のある者や金持ちの子を重点的に）の目的の一つには、自分たちの脅威である伝説の勇者の復活の妨害という面があった。
ゲマ
声 - 鈴置洋孝（CDシアター版）/ 吉田鋼太郎（劇場アニメ版） / 中尾隆聖（ライバルズエース）
光の教団の幹部。主人公の仇敵となる存在。赤紫色のローブを纏い魔道士のような格好で登場する。
よく高笑いをして丁寧な口調であるが、その性格は悪辣・卑劣・残忍。
ジャミとゴンズを引き連れて古代の遺跡を訪れ、逃げようとした主人公たちと鉢合わせる。
圧倒的な力で主人公たちを倒して人質に取り、ジャミとゴンズに駆けつけたパパスを痛めつけるよう指示し、瀕死になった彼を火炎の息（リメイク版ではメラゾーマ）で殺害する。そして主人公が持っていたゴールドオーブを破壊し、彼とヘンリーを大神殿へ連れ去り、奴隷として働かせた。
なお幼年時代編におけるゲマとの最初の戦闘はストーリー上負けることが前提のイベント戦闘であり、通常では勝つことは非常に難しく、倒せた場合でも敗北時と同様に物語が進む。
青年時代後半では、ボブルの塔の地下において竜の右目を取り返しに来た主人公たちと再戦する。メラゾーマ・激しい炎・やけつく息などを使う。まれに2回攻撃もする。敗れると「教祖さま万歳」の言葉を残して息絶える。
リメイク版ではボブルの塔で勝利しても完全に倒せず捨て台詞を言って立ち去った。大神殿では、上司であるはずのイブールにトドメを刺す。エビルマウンテンにおいて、ミルドラースを止めようと祈りをささげていた主人公の母マーサに瀕死の重傷を負わせる。そこで主人公一行に倒された。
『モンスターバトルロードII』ではミルドラースの前座として「邪教の使徒」の呼称で登場。
ジャミ
声 - 高木渉（CDシアター版） / 佐々木一平（劇場アニメ版）
ゲマの手下。デモンズタワーを拠点にし、直立二足歩行で鱗の生えた白馬の姿をしている。
グランバニアの大臣（オジロンの前任）を唆して主人公の殺害を企て失敗するも、彼の妻をデモンズタワーに連れ去り彼をおびき出して殺害し、その後自分の妻にして自らグランバニア国王になりすまそうと企む。
最初はバリアに守られほとんどダメージを与えられないが、妻がそのバリアを破った後はダメージを与えられる。メラミ・バギクロス・凍える吹雪などを使用するが、幼年時代にパパスと戦う際に使ったラリホーマは主人公と戦う際は使わない。
敗北すると死に際に勇者の誕生を阻止すべく主人公と妻を石化させる（リメイク版では完全に倒されて石化はゲマが行った）。
ゴンズ
声 - 岸野幸正（CDシアター版） / 関口晴雄（劇場アニメ版）
ゲマの手下。一本角の鬼のような姿をしており、シミターと五角形の盾を装備している。
ゲマとともにボブルの塔の地下で竜の左目を守る。呪文・特技などを使わず打撃一辺倒である。
ムチおとこ
光の教団の下級信者。建設中の大神殿で奴隷たちを監視している。上の者には逆らえないので奴隷たちをいたぶる陰湿な性格。
マリアが彼らにムチで叩かれそうな所をヘンリーが助け、主人公も加わり戦闘になる。必ず2人で登場し不思議な踊りや薬草を使う。勝敗に関係なく主人公たちは牢屋に入れられる。
大神殿完成後は姿を消す。
オークLv20、キメーラLv35
ジャミの手下。オークはイノシシの顔をした獣人で、三叉の槍で攻撃しルカナンも唱える。キメーラは鳥の上半身と爬虫類の下半身、足はなく宙に浮いている魔物キメラの上位種。ベギラマ・ヒャダルコ・火炎の息と全体攻撃を仕掛けベホイミも唱える。まれに2回攻撃をする。
ラマダ
イブールに仕える神官で「一番の片腕」と称される。大神殿でマーサの姿に化けて主人公を欺こうとする。戦闘前の会話の選択肢により呪われた状態で戦うこともある。
正体は巨大な棍棒を持つ一つ目の巨人（雑魚モンスターのギガンテスの色違い）で、打撃攻撃だけでなくベギラゴン・マヒャド・激しい炎と全体攻撃を仕掛ける。
イブール
声 - 岸野幸正（CDシアター版）
光の教団の教祖でワニの顔をしている。伝説の勇者の誕生を阻止すべく石像にされた主人公の妻に呪いをかけ、ストロスの杖をもってしても戻せなくしたが、勇者が誕生したことで大神殿の祭壇で待ち受けた。仲間たちが震え上がるほど凄まじいオーラを放ち、決戦前に馬車を呼び寄せメンバー交代できる状態で戦闘に入る。イオナズン・輝く息などの全体攻撃を使用する。
敗北後、ミルドラースの力を借りて彼らを魔界へ送ろうとするも見捨てられ息絶える（リメイク版ではゲマが「カタチだけの教祖として人間を集める仕事をしてもらっただけ」とゲマに明かされて、狼狽えたところにゲマのメラゾーマで息絶える）。
ゲーム中に「イブールの本」というアイテムが登場する。
シリーズ他作品に登場したのは『ジョーカー2 プロフェッショナル』のみで、上記のように『モンスターバトルロード』でこれに相当する立場はゲマとなっている。
ミルドラース
声 - 飯塚昭三（CDシアター版）/ 井浦新（劇場アニメ版）
本作の最終ボス。魔界のエビルマウンテンに住まう大魔王で、本人曰く「王の中の王」「長い年月をかけて神をも越える存在となった」とのこと。光の教団が崇め奉っていた神の正体であり、教団の様々な活動は、全て魔王の復活が目的である。魔界で力を蓄え、人間界への扉が開くのを待ち望んでいたため、物語の終盤まで名前も存在も判明しない。
30年前にマーサをさらい、魔界と人間界を繋ぐ門を開かせようとしていたが、自ら門を開くだけの力を得たために用済みとなったマーサを主人公たちの目前で殺害する。その後、エビルマウンテンの最奥で彼らと対峙する。
最初は老人のような長い髭と角を生やした人型の魔物の姿で戦う。老人形態ではメラゾーマ・輝く息・凍てつく波動などを使うほか、配下の魔物を呼び出したりもする。
老人形態は仮の姿であり、勝利すると本来の姿である4本の腕と翼に長大な尾、そして赤々とした体を持つ巨大な魔物となって襲いかかる。正体を現した後は、上記の攻撃に加えて灼熱の炎・イオナズンなども使うようになり、魔物は呼び出さなくなる代わりに瞑想で体力を回復するようになる。
最後は主人公らに敗れ、自身の敗北に驚愕しながら消え去った。
後に『モンスターズ』シリーズや『モンスターバトルロード』で他のシリーズ作品の魔王と共に再登場し、『IX』でも隠しボスとして登場、『X』では2025年3月17日から4月6日までレクスルクスの楔内での期間限定で開催される「伝説の宿敵たち」で登場した。ほとんどの作品で変身後の姿のみの登場となっている。
ミルドラースの第1形態は元々は別のデザインだったが没となり、『VI』で雑魚モンスターのブースカとして登場することとなる。

### その他の魔物・敵
以下は光の教団との関連がないか、作中で関連が示されていない敵キャラクターである。
動く石像
レヌール城に棲み憑いたゴーストたちの1人。一見ただの石像だが、ある程度主人公が離れると後をつけてくる。追跡開始後にその石像を調べると叫び声と共に戦闘に突入する。ビアンカがさらわれた後に主人公1人で戦い、気絶（全滅）しても全滅扱いにはならず、彼女が入れられた隣の墓に入れられる。
なお、他の作品に登場する同名の雑魚モンスターとは別物である。
親分ゴースト
声 - 塩屋浩三（CDシアター版）
廃墟と化したレヌール城に手下のゴーストたちと共に棲み憑き、城の人々の魂を弄んで愉しみ苦しめていた。親分ゴーストの手下とは別に「魔界の幽霊」という存在が城の中に存在する。
雪の女王
声 - 久川綾（CDシアター版）
ポワンの先代の長に妖精の村から追い出されたドワーフの孫であるザイルを唆し、世界に春を呼ぶために必要な春風のフルートを盗ませる。最終的には世界の寒冷化を目論んでいた。いかにも女王といった感じの姿と戦闘時の魔物の姿がある。ザイルを倒した後に登場する。
ニセ太后
ラインハットの太后に成り済まし、専制政治によりラインハットを軍事国化した。悪逆非道の限りを尽くすほか、魔物を自らの部下として雇い、世界征服を企む。
ヘンリー誘拐を企てたのは太后本人であることが明かされているが、主人公とヘンリーが奴隷生活をしていた10年の間の、いつ頃から太后に成りすましていたかは不明。ヘンリーは少なくともサンタローズが滅ぼされた時にはすでに入れ替わっていたと考えている。
外見は雑魚モンスターのエンプーサやデビルダンサーの色違いである。
溶岩原人
死の火山の最深部にて待ち構えるモンスター。長い年月を経て溶岩そのものに魂が宿った存在で、炎のリングに近付くと3体がかりで襲ってくる。
カンダタ
グランバニアの大臣（オジロンの前任）が、主人公の暗殺に雇った刺客。シールドヒッポを連れている。
青年時代後半編では、一部の町にカンダタ子分が登場し宝箱を守る。同名のキャラクターは『III』にも登場しているがイラストが異なる。
ブオーン
声 - 古田新太（劇場アニメ版）
かつてルドマンの8代前の祖先ルドルフによって壷に封印された巨大な魔物。150年で封印の効き目が切れ、地上に再び現れる。長い間封印されていたためか、体のところどころに苔が生えている。
その昔、最後の鍵を盗み出した盗賊ゴロステを飲み込んだことがあり（書籍『秘められた伝説』によると、このために腹痛を起こしてその隙を突かれて封印されたらしい）、倒すことで同アイテムを入手できる。
青年時代後半ならいつでも戦えるが、手に入れないと暗黒の世界に行くことができない。
ブオーンのイベントは独特の演出があり、SFC版における出現シーンは同ハードの拡大機能を用いている。
エスターク
前作『IV』で中ボスとして登場した地獄の帝王。本作ではゲームクリア後の隠しボスとして登場し、暗黒の世界の地下深くで記憶を失った状態で眠っている。
倒されると倒した時のターン数を言う。ダンジョンの存在も含めてゲーム中に存在を示唆する手掛かりはほとんど無い。
前作では覚醒前だったのでその実力を発揮しきれなかったが、本作では隠しボスに相応しい強さを誇る。

## 開発
本作は当初1991年中の発売を予定し、エニックスが同時期に発刊していた『月刊少年ガンガン』とのコラボ企画（『V』の読者プレゼント企画）が行われたが、製作中にメインプログラマが独立（一部社員はクライマックスを設立）したことにより開発が難航。1992年3月、1992年5月31日、1992年8月と変更を繰り返し、最終的に1992年9月27日に発売された。この影響で『ガンガン』とのコラボ企画が大幅に縮小された（当初、毎月100名だったが、途中から毎月50名に変更）。具体的な発売日決定後の発売日変更は極めてまれである。
ナンバリングシリーズではチュンソフトが開発した最後のソフトである。また同社社員でドラゴンクエストシリーズのプログラムを担当していた山名学も本作を最後にチュンソフトを退社し、次作から山名が設立したハートビートに開発を移行した。

### キャラクターイラスト
SFC版の開発当時、主人公たちのほか、町人のグラフィックが鳥山明により数点描き下ろされており、『週刊少年ジャンプ』（集英社）のゲーム紹介コーナー「ファミコン怪盗芸魔団」内で開発中の本作紹介記事にてゲーム本編には登場しなかったキャラクターのイラストが掲載された。
逆にSFC版のサンチョやフローラ、ヘンリー、男の子、女の子は鳥山によるデザイン画が描き起こされず、ゲーム中ではオリジナルのグラフィックが使われていた。後に発売された公式ガイドブックでは、アニメーターの中鶴勝祥が代わりにイラストを描き起こしているが、ゲーム中のグラフィックとはかなり異なっている。

### スタッフ
- シナリオ、ゲーム・デザイン：堀井雄二
- キャラクター・デザイン：鳥山明
- 音楽：すぎやまこういち
- ディレクター：山名学
- チーフ・プログラマー：桝田賢一、成田東吾
- プログラマー：川本昌之、川島誉、篠原ひょうじ、ほらがいじんじ、渡辺靖、さかもとじゅん、滝本真澄、大堀仁司、橋本昌哉、たむらこうへい、𡈽方雅之
- チーフ・グラフィック・デザイナー：札場哲
- グラフィック・デザイナー：安野隆志、合田順一、原田久美子、横田幸次、眞島真太郎
- サウンド・プログラマー：福沢正、山森丈範、三俣千代子
- プログラム・アシスタント：なりたみちえ、佐々木真治、麻野一哉
- スーパーバイザー：中村光一
- シナリオ・アシスタント：杉村幸子、折尾一則、石川文則、上野しげや、こまみやみほ、柳沢健二
- プロダクション・スタッフ：島村大三、飯田真理子、山岸功典、矢作貞雄、M.SATODA、犬塚太一、狩野健二郎、菊本裕智、中目乃利子、斉藤昌快、T.YASUTA、大塚充、早川陽一、Y.HAMADA、N.TAKAMURA、N.IKEDA、沼尻真理子、M.OOMORI、T.OOI、栗本和博、はたのよしこ、M.YOSHIKAWA、てしまかつや、M.YAMANE、和田匡博、E.SAKAI、T.GOTOU、三宅有、田中裕臣、いえさかはじめ、もりやりゅういち、きたおりしげる
- バイス・プロデューサー：丸山茂樹
- プロデューサー：千田幸信
- パブリッシャー：福嶋康博

## 他機種版

### 一覧
| No. | タイトル                                           | 発売日                                                  | 対応機種                                               | 開発元                        | 発売元                 | メディア     | 型式           | 売上本数 | 備考                             | 出典                        |
| --- | -------------------------------------------------- | ------------------------------------------------------- | ------------------------------------------------------ | ----------------------------- | ---------------------- | ------------ | -------------- | -------- | -------------------------------- | --------------------------- |
| 1   | ドラゴンクエストV 天空の花嫁                       | 2004年3月25日                                           | PlayStation 2                                          | マトリックス アルテピアッツァ | スクウェア・エニックス | DVD-ROM      | SLPM-65555     | 180万本  | リメイク版                       | [ 38 ]                      |
| 2   | アルティメット ヒッツ ドラゴンクエストV 天空の花嫁 | 2006年7月20日                                           | PlayStation 2                                          | マトリックス アルテピアッツァ | スクウェア・エニックス | DVD-ROM      | SLPM-66480     |          | 廉価版、ポイントサービス対象商品 | [ 40 ] [ 41 ]               |
| 3   | ドラゴンクエストV 天空の花嫁                       | 2008年7月17日 2009年2月17日 2009年2月19日 2009年2月20日 | ニンテンドーDS                                         | アルテピアッツァ              | スクウェア・エニックス | DSカード     | -              | 150万    | リメイク版、すれちがい通信対応   | [ 42 ] [ 43 ] [ 44 ]        |
| 4   | アルティメット ヒッツ ドラゴンクエストV 天空の花嫁 | 2010年3月4日                                            | ニンテンドーDS                                         | アルテピアッツァ              | スクウェア・エニックス | DSカード     | NTR-P-YV5J-JPN |          | 廉価版                           | [ 45 ] [ 46 ]               |
| 5   | ドラゴンクエストV 天空の花嫁                       | 2014年12月12日 2015年1月22日                            | Android iPhone 4 iPod touch (第5世代) iPad 2以上 (iOS) | アルテピアッツァ              | スクウェア・エニックス | ダウンロード | -              |          | リメイク版                       | [ 47 ] [ 48 ] [ 49 ] [ 50 ] |

### PlayStation 2版
SFC版を基に、新要素・新機能を追加したリメイク作品。SFC版の発売から11年半後の2004年3月に発売された。キャッチコピーは「強き心は時を越えて」。のちに廉価版「アルティメットヒッツ」としても発売された。
機種がPS2に移ったことでグラフィックが向上した。『ドラゴンクエストVII』から採用された俯瞰方式の3Dマップを引き継ぎ、さらに従来は2Dのドット絵で表現されていたキャラクターが、ナンバリングタイトルで初めて3Dポリゴンで表現された。また、アナログスティックにより柔軟にキャラクターの移動が行えるようになった。
アイテムを入れる大きなふくろ、仲間との会話機能（移動中のみ）など、『VII』から多くのシステムが継承された。井戸の中に入る、壷や樽などを持ち上げて投げるなどのアクションも可能になった。
1枚のメモリーカードにセーブできる冒険の書は最大42個。
BGMのほとんどはオーケストラ版が使用された。多くの曲は1992年までに録音されたNHK交響楽団の演奏による曲だが、「哀愁物語」は神奈川フィルハーモニー管弦楽団、「ローリング・ダイス」はセントラル愛知交響楽団のライブ音源を使用。当時オーケストラ版の存在しなかった数曲はシンセサイザーによるサウンドである。
システムフォントはニィスのJTCウインR4をアルテピアッツァがライセンスを受けて使用している。

#### PS2版の歴史
PS2でのリメイクが最初に発表されたのは、『ドラゴンクエストVIII 空と海と大地と呪われし姫君』も開発中であった2003年10月末のことであった。翌11月から画面写真が発表され、2004年1月には第19回次世代ワールドホビーフェアに出展された。同月22日には発売日が同年3月25日と発表、さらに数日後には『ドラゴンクエストVIII』の開発中のデモ映像を見ることができるプレミアム映像ディスク（PS2用CD-ROM）が同梱されることが発表された。そして発売延期は無く、3月25日に発売に至った。

#### 戦闘
戦闘参加人数が変更され、SFC版の3人から4人に増加。よってSFC版ではエンディングでのみ見られた主人公家族4人のパーティー（並べ替え不可）が大神殿攻略後から編成できる。また、一度に出現する敵モンスターの数がSFC版より増えるなどのゲームバランス調整が行われた。モンスターも3Dポリゴンとなり、攻撃や混乱、睡眠などのアクションが追加され、待機中も常にアニメーションするようになった。武器攻撃・呪文のアニメーションも一新された。戦闘画面のレイアウトも変更され、従来の作品ではHP・MPウィンドウが画面上部に表示されていたが、PS2版ではそれらが画面下部に表示される。
レベル上昇時のステータス上昇値がSFC版では固定方式だったが、PS2版ではランダム方式となった。AIの思考パターン優先順位が変更され、時に無駄と取れる行動が増えた。
作戦は1人ずつ選択できるようになり、「おれにまかせろ」の追加と「じゅもんせつやく」の廃止、「みんながんばれ」が「バッチリがんばれ」に名称変更された。

#### シナリオの追加・変更
- SFC版では青年時代編まで登場しないフローラが幼年時代編にも登場する。
- 青年時代前半では天空の剣を取得しないとストーリーが進まなくなり、関連イベントがグランバニアで発生。石化より復活直後の男の子のセリフ[注 53]を必ず見ることになる。
- ストーリー上重要な位置づけであるゲマ関連のイベントが追加・変更された[注 54]。
- エンディング後の冒険の書で、パパスとマーサの過去に触れるシナリオが追加された（後述の名産品とも関連している）。

#### PS2版でのキャラクターに関する追加・変更
PS2版では、中鶴によるイラストが公式デザイン化し、ゲーム内のグラフィックもSFC版公式ガイドブックのイラストとほぼ同じ姿となっている。また、リメイク時には中鶴のデザインを元に鳥山によりサンチョ、フローラ、男の子、女の子のイラストも描き起こされた。またPS2版の公式ガイドブックのイラストを描いたのは、漫画家の村上ゆみ子である。
会話システムの導入により、キャラクターの性格や特徴に関する内容が増えた。
主人公〔パパスの息子〕
幼少時に字は読めないのは変わらないが、内容は表示される。
ビアンカ
自分が勇者の子孫と知ると、「うちの両親は天空人って感じはしないし…」と不思議がる。
ベビーパンサー / キラーパンサー
名前はSFC版に加えてアンドレ・リンクス・モモ・ソロ・ビビンバ・ギコギコの10種の中から選ぶ。
他の仲間モンスターと違い、名前を変えたり別れたりできない。
ヘンリー〔ラインハット王子〕
名産品を受け取る際に、主人公やパパスに対しての変わらぬ感謝の思いをしたためたメッセージを読むシーンが追加された。ただし照れくさかったため、幼少期に行った子分のしるしを応用したイタズラを再び行った。また主人公の結婚式に出席した際、誓いの口づけの時に逃げる素振りを見せる彼に茶々を入れる。
幼年時代編の最後の場面と青年時代編最初の奴隷中のイベント戦闘でも戦闘に参加する。
フローラ
幼い頃に主人公やパパスと出会う場面がある。そのことを彼女はうっすら覚えており、花婿の条件が出された後や結婚後、ポートセルミで乗船する時に話す。
青年時代前半編も他のキャラクター同様にHP0で死亡する。
会話システムでは天然ボケな性格であるが、たまに気の強そうな台詞が飛び出す。お嬢様育ちなので金銭感覚にうとい。スライムのれんを見るなり、「キャー！キャー！」とはしゃいで欲しがる場面も見られる。
アンディのことは「兄のような存在」と語る。
男の子〔主人公の息子〕
リメイク版では男の子が兄、後述の女の子が妹である。
性格は明るく元気で好奇心旺盛、おねしょ癖が抜けきらない、寝相が悪いと年相応にやんちゃな様子を見せながらも「世界を救う使命…ボクがんばるよ！」と勇者としての使命感や正義感も併せ持つ。父に憧れ「ボクもお父さんみたいに、いろんな人から感謝されたい」と話す。
兄として妹を気にかけたりフォローする場面もあり、会話では彼女に関することを話したり怯える彼女を励ます。食べ物の好き嫌いはないらしい。男の子、勇者の立場から泣くことはほぼないが、母や祖母マーサと会う所では泣く場面もある。
高貴な身分に生まれる設定も追加
天空の剣は赤ん坊のときにすでに軽々と振り回した
女の子〔主人公の娘〕
兄の勇者としての大きな責務を自分がともに背負うことができればという実直な優しさを持つ一方で、専用武具がありチヤホヤされる兄をうらやむ一幕もある。
男の子を普段は「お兄ちゃん」と呼ぶが、文句を言う時などは名前で呼ぶ。またお兄ちゃん子（ブラコン）の様相を強くうかがわせ、結婚するとまで言う。天空城が上がった際やダンジョンでのセリフから高所恐怖症かつ暗所も苦手。PS2版ではチゾットにて偏食家であることを兄により暴露されている。
性格は甘えん坊で精神的には実年齢よりも幼い部分がある。兄とは対照的に冒険は苦手で泣くことも多いが、父や兄の力になりたいと思い冒険を続ける。酒の匂いや酔っぱらいを嫌う。詩人に惚れる傾向があり、詩人であれば酔っていてもあまり嫌悪しない。
動物や魔物、幽霊などの気持ちがわかると一方的に主張するが真偽は定かでない。主張通りならば祖母マーサや父の能力を強く受け継いでいるが、魔物の邪心を払えるまでには至っていないらしい。その一方で魔物が脅威である世界の状況を認識し、戦いをためらうことはない。邪悪な存在や場所の発する悪意の波動を感じて怯えることや、頭痛を起こすこともある。
主人公の従妹であるドリスと仲が良く、王女時代の話を聞かせてくれていたと語る。
サンチョ〔召使い〕
パパスにヘンリー王子誘拐の犯人の疑いがかけられ、報復としてサンタローズが壊滅させられたため、ラインハット王国にはあまりいい印象を持っておらず、ヘンリーにもパパスの死因を作ったとして露骨に批判する。双子と共に主人公の探索をしていた時も、この2か所には立ち寄らなかったという。
成長した主人公の姿を在りし日のパパスと重ね合わせることもしばしばだが、その一方で「坊っちゃんはまだ子供ですし、パパス様とは比べられませんよ」という発言もする。
王の直属の家臣であることから、グランバニアでの地位や立場もそれなりに高いようだが、町人からは「さん」付けで呼ばれ、あまり偉い人扱いされていない。オジロンからは「中で一緒に住もう」と言われているようだが、「城の外の守りを固めたい」という理由から、自ら志願して城外（外壁の内側）に家を構える。詳しい年齢は不明だが、「もうトシだから」と言われたり、白髪が増えたのを嘆いたり、高い塔に登って息切れする。
ジャハンナでは男の子に「彼も元は魔物だった（マーサに人間にしてもらった）のでは?」と疑惑を持たれる。
ピピン〔グランバニア兵士〕
女好きでお調子者だが、これは旅の苦しみを軽減するための、彼なりのリップサービスでもあるらしい。しかし「平和は待っていても来ない、自分たちの手で平和にしなくては」と普段の彼からは考えられないセリフを言っていたことが母親の口から語られている。また、男の子と仲が良く遊び相手になっている。一兵士に過ぎない自分が国王のお供で世界を救う旅に出られることを光栄に思い、またプレッシャーも感じている。将来は家の宿屋を継ぐつもりらしく旅先の宿屋を見て「勉強になるなあ」と発言したり、山奥の村では宿屋の修行をする青年の苦労に「分かる分かる」と共感していた。また兵士としての視点からラインハット城を「規模の割りに警備兵の人数が少ない。城の防御に頼ってる」と評したこともある。
青年時代後半編では父親は故人であり、遺品のモンスターチェスを名産品として主人公に譲る。青年時代前半編のグランバニア城に名前の似ている「パピン」という兵士が登場し、モンスターチェスの名人でもあるが明確にピピンの父親とは語られない。
会話では、ビアンカ以外と結婚したルートにおいて、山奥の村でビアンカに遭った際にビアンカに鼻の下を伸ばして「ボクがもらってもいいですか!?」と漏らしたところを殺気立った主人公に威圧されるシーンがある。
ザイル〔ドワーフの息子〕
青年時代後半編、ドワーフの洞窟を訪れて話すと仲間モンスターとして仲間となる。
パパス〔父親〕
ゲマのメラゾーマで命を落とす。
サンタローズ村が作られた際は誰よりも働いたとされている。
主人公にかけるホイミはリメイク版では毒の治療はされない。
クリア後に条件を満たすとエルヘブンで王子時代の彼と会うこともできる。
ベラ〔妖精人〕
じめじめした場所が苦手で洞窟を嫌い、極度の方向音痴という設定が追加された。また、少々口が悪く思ったことをすぐ口にするが、悪気はなく自覚もあるようで、「今のは失言だった」と即座に訂正し謝る。ポワンに行動を全て見られていたことに気付き、不安になる一面もある。また、戦闘中は命令不可となったため完全なNPCとなった。
ルドマン
彼も若い頃は冒険家であったらしく妻と結婚する際にも危険な冒険をした話がうかがえる。
カジノ船のオーナーであり、収益の一部を孤児院に寄付しているという。また、オープニングで主人公とパパスが乗船した船は彼の船となり（船長がパパスと知り合いのため、彼を迎えに行くまで乗せてくれた）、フローラを届ける際にも登場する。さらにこの船が主人公に貸し出される。また結婚式後に大富豪らしからぬ結婚記念品ももらう。
マーサ
髪色は黒。
エビルマウンテンにおける封印の最中にゲマによる攻撃を受け重傷を負い、ゲマを倒した後に再び封印に臨むがミルドラースの攻撃で息絶える。その後、幻影のパパスに諭され天に召される。
青年時代前半の神の塔でも彼女とパパスの幻影に会うことができる。また、クリア後に条件を満たすとパパスと同じくエルヘブンで結婚前の彼女と会うこともできる。
デール
青年時代後半の姿は若い青年の姿である。
マリア
奴隷の子供を庇ったため奴隷にされた。
「最近は教団のやり方についていけないところがあった」と発言するなど、教団の侍女ではあるが完全に心酔していたわけではないようで、修道院ではシスターから「彼女こそ神に仕えるため生まれてきたのではないか」と言われていた。
ヨシュア
床にマリアへの遺言を残した。
また敵キャラクターに関しても設定などの変更がなされた。
ゲマ
瀕死になったパパスを、口から吐く炎ではなく巨大な火の玉で殺害する。
デモンズタワーではジャミが息絶えた後に現れ、主人公と妻を石化させて去る。
ボブルの塔での対決では主人公の力を計る意図で戦うため死ぬまで戦わない。
大神殿では主人公たちに敗北した教祖イブールにとどめを刺す。
光の教団はイブール戦後のゲマの言葉によると、ミルドラースへの祈りを行わせて力を届けさせ、人間界への扉を開かせることが目的だった。
エビルマウンテンではミルドラースの力を抑えようとするマーサに重傷を負わせ主人公たちと最後の対決を行い、敗れると聖なる光に焼かれ息絶える。
愉しみのためにあえてとどめは刺さないなど悪趣味な一面が加えられた。
ボブルの塔とエビルマウンテンで使う呪文・特技が異なる。
ジャミ
ゲマの名を叫びながら息絶え、石化はゲマが行う
ゴンズ
巨大な鉈や斧のような武器に変更され、無数のスパイクが生えた盾を構えている。
戦闘後に男の子が「どうしたの、お父さん？ すごく怖い顔して」と主人公の怒りを表すセリフを言う。
ムチおとこ
SFC版は主人公だけで戦うが、リメイク版はヘンリーも加勢する。
ラマダ
棍棒のデザインが変更され、表面が削られ無数の木のトゲが生じている。
イブール
突如現れたゲマにメラゾーマでとどめを刺され命を落とす。
ミルドラース
「私は運命に選ばれし者であり、しもべたちの働きは必要のないくだらない努力に過ぎない」と部下の活動を切り捨てるセリフが追加された
「元は人間だったが、神になるという野望ゆえに心が歪み、魔物になってしまった」と語られる。
序盤から名前だけは所々で聞くことができるようになったが、すべて冒険とは無関係で、伝説や伝承の一つである。
動く石像
主人公が目の前を通ると目を光らし、2度調べると戦闘に突入する。外見は勇ましい戦士の石像に化けているが、正体はリメイク前と同じく土偶のような外見である。
親分ゴースト
魔界のはみだし者であり、同じく魔界から追いやられた部下と共に城へ居着いていたという設定が与えられた。
ニセ太后
衣装はブラジャーと腰ミノからドレスに変更された。
カンダタ
リメイク版の公式ガイドブックの設定によると、本職は盗賊団のボスで面倒見の良さから部下に慕われているが、部下を養うため裏の仕事を引き受けているらしい。
ブオーン
登場の演出が大規模になり、壷からの復活・降臨シーンが追加、雄叫びを上げて戦闘に入るとカメラがブオーンを一周して再び雄叫びを上げてからコマンド入力画面に移行する、そして倒すと大きな音を立てて倒れる、という大掛かりな演出となっている。
条件を満たすと非常に体が小さくなった（主人公が倒した後にルドマンが特殊な封印をかけたらしい）プオーンとなって再登場し、仲間モンスターとなる。
エスターク
暗黒の世界のとあるキャラクターと、とある本がその存在を示唆しており、「ミルドラースですら手を出せない大物」とのこと。
名産品の闇のトロフィーを所持しており、一定ターン以内に撃破すると入手できる。
自分専用のすごろく場を持っており、彼の息子を名乗るプチタークが登場するなど僅かだが彼の素性が明らかになった。
その他の変更点は以下の通り。
- ベビーパンサーの名前候補が4種類から10種類に増加
- 一時的に仲間になるベラに戦闘時命令できない
- 花嫁により結婚式の場所が変更される
- ヘンリーにドレイの服以外の装備をさせた時のグラフィックの追加
- 花嫁のシルクのヴェール装着前と装着後のグラフィックの追加
- 花嫁のエスコートがプレイヤー操作からオート操作に変更
- 上記とは逆に誓いの口づけがオート操作からプレイヤー操作に変更
- 主人公と双子に『V』既存のキャラクター名や同じ名前をつけることが不可能になる
- 主人公の石像の値段が10倍に増加
- 名前に小さい「ぁ」-「ぉ」（カタカナ可）・「ヴ」・記号などが使用可能になる
- 預けられる仲間モンスターが58匹から200匹に増加
- 戦闘直後に仲間になったモンスターに関して、馬車満杯時、SFC版は馬車にいるモンスターしか送れなかったが、戦闘直後に仲間になったモンスターを直接預かり所へ送れるようになった。
- モンスターじいさんの家でキラーパンサーを除く仲間モンスターと「大きなふくろ」の名前を自由に変更できるようになった。これによって、2匹目の名前に3匹目の名前を付け替えると3匹目の名前が4匹目のものになる。
- 幼年時代に仲間にしたキラーパンサー（加入当時はベビーパンサー）は別れられない。また、ザイル・プオーン・ターク（プチターク）は野に放っても埋葬されても再び同じ場所で待っている（レベルは1に戻る）。
- はぐれメタルのHPなど、仲間のパラメータ上昇率の修正

#### マップ・施設に関する追加・変更
フィールドマップにカジノ船と名産博物館が追加され、一部の町やダンジョンではマップ構造が変更された。またSFC版では幼年時代でしか歩けない妖精の世界のフィールドを青年時代後半でも歩けるようになった。ジージョの家は「お金持ちの屋敷」に変更された。
名産品
各地の城や町、ダンジョンに名産品と呼ばれるアイテムが登場し名産博物館に展示できる。
名産品により入手方法が異なり複数入手できるものもある。
名産品にはランクがあり、展示方法により来場者数やセリフ・評価ポイントが変わる。また特定のイベントや交換によりランクが上昇するものや、道具として使うと特殊効果のあるものもある。
展示した名産品の数が増えると博物館を管理する老人ゆうじいからゴールドがもらえる。コンプリートした際の特別な褒美はない。
ミニゲーム
すごろく場
基本ルールはリメイク版（SFC、ゲームボーイカラー）の『ドラゴンクエストIII』のものとほぼ同様だが（詳細は同作品の記事参照）、本作ではすごろくのサブマップすごろくダンジョンと、制限時間内に宝物を取る宝物庫が新要素として登場。
カジノ
ポーカーが復活した。また、スライムレースにはパーティー内のスライムを出走させられるようになった。
福引
ポートセルミの酒場にある福引所にて福引券1枚で1回挑戦できる。『II』での福引と異なりランダムに出る玉の色で、獲得アイテムが決まる。

#### PS2版でのその他の変更点
タイトル画面
SFC版のタイトル画面は主人公誕生シーン直後のみ出現したが、『IV』と同じくオープニングクレジット後にも出るようになった。
呪文・特技
サンチョが覚えるフィールド呪文フローミと特技盗賊の鼻・口笛の追加と、隠し仲間モンスター用の攻撃特技2種が追加された。
戦闘中の補助系呪文の効果と麻痺状態が、数ターンで消えるようになった。
ルーラの行先追加とベホマラーが常時使用可能に、キアリクが戦闘中使用のみに変更
ルーラ・リレミト・ラナルータがSFC版でかき消された場所で使用可能になる
女の子の習得呪文にヒャド追加
ミナデインの発動に必要な「MPを持つメンバーの人数」が3人→4人に変更
特技「かえんのいき」のダメージが敵味方共に30前後から50前後に変更
アイテム
たいまつは「とある国の王妃からもらった聖なる品」で、魔界の幽霊を消し去る効果も併せ持つ。
旅人の地図が不思議な地図に変更
盗賊の鍵の技法は「書物から魔力が与えられるもの」とされている。
モンスターボックス・セレブリティパスなど数点のアイテム追加。モンスターボックスはラインハットの「ニセ太后」撃破後に、「オラクル屋」にて購入可能。フィールド上のみで使える。戦ったことのないモンスターに勝利することで、自動的に登録される。倒した数、経験値、獲得G、ドロップアイテム、初めて倒したレベル、仲間になりやすさを見れる。
山彦の帽子・時の砂は入手不可になる（データ中には存在する）
小さなメダルをメダル王に送らず袋に入れる
ストロスの杖の入手変更。女の子が持っていたのはイベント時に消滅する。一方でジャハンナでカンダタ子分から入手できる。また女の子の初期装備がまふうじの杖に変更。
聖なる水差しは名産品である「せかいじゅのなえぎ」の世話にも使う
モンスター
一部地域の出現モンスター変更
色違いのモンスター（スライムナイトとメタルライダーなど）が単なる色違いではなく、武具や大きさが若干アレンジされた。
新モンスターに、『ドラゴンクエストVII』に登場した8種（コロヒーロー・プチヒーローなど）が追加された。
仲間にできるモンスターは42種から70種に増加し、クリア後に特定の条件で仲間になるモンスターも登場した。
ボスのステータス強化（守備力がSFC版と比較して高いなど）
溶岩原人の構成が、1匹×3から1グループに変更
SFC版で同色だったゲマとネクロマンサー、ジャミとラムポーンのカラーリング変更
BGM
一部の城・町・ダンジョンなどのBGMが変更された。
- 氷の館が「洞窟に魔物の影が」から「死の塔」に変更
- 「王宮のトランペット」に夜用のアレンジバージョンが登場
- 青年時代のサンタローズの洞窟にあるパパスの隠し部屋が「さびれた村」（廃村のBGM）でなく「洞窟に魔物の影が」のまま
- ラインハットでイベントにまつわる書物を読む時に「哀愁物語」が流れない
- 青年時代後半のルラフェンにあるベネット研究所が「さびれた村」でなく「街は生きている」（町のBGMのまま）
- ボブルの塔地下が「洞窟に魔物の影が」から地上と同じ「死の塔」に変更
- 重要アイテムを入手した時のMEが、SFC版本作およびFC版『IV』のものに戻った（SFC版の本作を最後に、SFCリメイク版『I』 - 『III』、SFC版『VI』およびPS・DS版『IV』、PS版『VII』では異なるものが使用されていた）。

味方と敵とで呪文を唱える際のSEのオクターブが異なる
喋る際のオクターブが『VI』以降と同様に3種類に増加
細かい変更点
- ステータス異常としての呪いは戦闘中に効果を発揮するものが2種から3種に増加した。
- 魔王の名前は序盤から登場する。
- 店でこちらが物を売るときの値段が買値の75%から50%に変更
- 最初にサンタローズに向かう際の強制戦闘の内容変更
- レヌール城は高貴な身分に生まれるとされた新たな天空の勇者を探しにきた魔王の手下が、子供がいないことに怒り滅ぼされた
- パパスがジャミとゴンズに攻撃されるシーンが戦闘画面からフィールドイベントに変更
- 主人公の奴隷期間は10年余から10年に変更
- 青年主人公の蘇生料金が無料になる
- ビスタ港とポートセルミが馬車も入れるようになり、建物に入らなければ仲間モンスターのパーティーで歩ける
- 試練の洞窟の謎解き変更
- 青年時代後半のみグランバニアの宿屋が無料で宿泊可能になる
- エルヘブンの4人の長老が「実は若くて美しい女性」となった
- スタッフロールが、SFC版の天空城が世界を周る演出ではなく、主なイベントシーンをセピア色の回想で流す演出に変更
- エンドロールの最後を、SFC版『VI』で主流となっていた羽ペンにより筆記体で書かれていくタイプの物に変更

### ニンテンドーDS版
ニンテンドーDSでの「天空シリーズ」三部作のリメイク第二弾として、SFC版の発売から約16年、PS2版の発売から約4年半後の2008年7月に発売された。のちに廉価版「アルティメットヒッツ」としても発売された。キャッチコピーは「冒険という、もう一つの人生」。
PS2版をベースにした移植であるが、画面仕様やキャラクター操作、コマンド仕様はDS版『IV』をベースにしており、キャラクターやモンスターは2Dで表現される。
BGMは内蔵音源だが、タイトル画面の「序曲のマーチ」のみ東京都交響楽団演奏のオーケストラ音源になっている（グランバニア即位式などでは「序曲のマーチ」も内蔵音源）。
DS版のソフトには、不正コピー防止のためのコピーガードが施された。不正コピー品でプレイすると、物語の最初に主人公が乗っている船が港に着かず、その先にシナリオを進められないようになっている。

#### DS版の歴史
2007年8月、「天空シリーズ」3部作である『ドラゴンクエストIV』と本作、『VI』がニンテンドーDSでリメイクされることが一挙に発表された。
DS版『IV』発売後の2007年末、DS版『V』の画面の公開が開始。翌2008年4月には、発売日が同年7月17日と発表された。6月25日に発売されたケツメイシのアルバム『ケツノポリス6』においては、本作とのコラボレーションが行われ、7月には『ドラゴンクエスト モンスターバトルロード』とともにフジテレビジョンのイベント「お台場冒険王」に出展された。発売延期は無く、発表どおりに7月17日に発売された。キャッチコピーは「受け継がれる、強き心」が使われた。CMでは「人生を体験できるゲーム」と紹介された。

#### DS版でのキャラクターに関する追加・変更
DS版ではPS2版のキャラクターグラフィックから流用された。またPS2版に続きDS版の公式ガイドブックのイラストも村上ゆみ子が描いた。
新規キャラクターとしてフローラの姉のデボラが登場。主人公の3人目の花嫁候補となる。それに伴い、彼女専用の武器・防具が追加された。オープニング直後のビスタ港において幼少期のフローラとともに登場し、主人公やパパスと出会う場面がある。
デボラ
声 - 朴璐美（DS版CM・『ライバルズ』）
黒髪に赤いバラの髪飾りを身に着けた派手な衣服に身を包んだセクシーな美女。
フローラと同じくルドマンの養女でルドマン邸に住む。
淑やかで心優しい妹とは対照的に両親に甘やかされながら育ったため、気が強くわがままで高飛車な性格をしている。昔から子分のようにこき使っていたアンディが大ヤケドを負った際は優しく看病する妹に対し、彼女はお見舞いにも一切行かず彼の両親からも苦言を呈されたりと、自己中心的で傲慢な言動が多いため、サラボナの町人からの評判は悪く、両親にもさじを投げられている。
甘やかされながら育った一方で、自立心は非常に強く、父の監視を盗み家出するなどおてんばな一面もある。プロポーズのシーンに何の脈絡もなく「仕方がないから結婚してあげる」と乱入。結婚後は彼を「しもべ」扱いし、褒め言葉に「小魚」など独特の言い回しを使うが、彼女なりの不器用な愛情表現である。また、不幸な人物に対しては気遣いを見せ、主人公が人助けを拒否すると「人としてどうなのか」と怒るなど根は優しい。また光の教団を最初から「ろくなもんじゃない」と怪しんだり、教団に入ろうとする者に対しても懐疑的な態度を取るなど、善悪の判断基準は正しい。フローラ同様、ルドマン邸に宿泊できる（前半では別荘も可）。
結婚はルドマン所有のカジノ船で挙式する。
序盤は気の荒さや傲慢さが目立つが、物語終盤、結婚相手に名乗りでた理由を「主人公に一目惚れしたから」であったこと、花嫁候補中、自分が最も劣った存在であると感じていたことを明かし、自分を選んでくれて感謝していたことを告白したり、子供たちと無邪気に喜ぶなど、彼女の本質が垣間見られるようになる。
主人公と結婚しない場合、独身のままルドマン邸3階の自室で暮らす。歳を重ねても性格は変わらない。
主人公の従妹であるドリスに対し「気が合いそう」と発言する。
ビアンカ
DS版では彼女の母が猫アレルギーで飼えない設定が追加。なおこの設定は小説版にも存在した。
フローラ
DS版でもルドマンの養女なのは同じだが、デボラと彼女は本当の姉妹という設定である。
男の子〔主人公の息子〕
DS版では野菜が嫌い。
ピピン〔グランバニア兵士〕
専用グラフィックが用意された。
ルドマン
デボラの育ての父親。
DS版ではフローラを修道院に預け、デボラを自宅で育てていた。デボラに関しては相当手を焼いているようで、甘やかして育てていた。
結婚相手を選ぶ際、デボラを選ぶとルドマンが一度引きとめようとする。それでも選んだ場合は主人公の勇気をたたえる旨の発言をする。
主人公がデボラと結婚すると、青年時代前半のグランバニアまでの道中や、青年時代後半で旅の援助として現金や武具を持たせた使者を送る。
ブオーン
復活・降臨シーンはPS2版と同様の物を使っているが、戦闘時の特殊演出はなくなっている。

#### 新たなおまけ要素
名産品
オリジナルの名産品を作ることが可能になり、それを作る部屋および展示する部屋が地下1階に追加された。オリジナルの名産品はすれちがい交換が可能となっている。東京ゲームショウのイベントでしか入手できない限定アイテムも存在する。管理者の老人の名前はゆうじいからデスじいに変更された。
スライムタッチ
もぐら叩きに似たミニゲーム「スライムタッチ」が追加された。サラボナの町のルドマンの豪邸3階にあるデボラの部屋でプレイすることができる。この時のみタッチペンが使用可能。このゲームのための新曲「ずっこけモンスター」が追加された。

#### DS版でのその他の変更点
インターフェース
仲間にインパスを習得している者がいれば、道具コマンドにインパスが追加され、MPの消費なく道具鑑定ができる。呪文コマンドのインパスは宝箱などに対してしか使用できず、この場合はMPを消費する。
モンスター
『ドラゴンクエストVIII』に登場したプリズニャンと『ドラゴンクエストII』で初登場したアークデーモンが追加され、仲間にもできる。ベビーパンサーとの通常エンカウントはなく、モンスター格闘場での出現のみである。
マップ
天空への塔が前作『IV』のリメイク版の構造に準じたものになり、迷いの森および暗黒の世界がSFC版と同様の構造に戻った。
BGM
SFC版仕様とPS2版仕様が入り組んでいる。
PS2版同様、重要アイテムを入手した時のMEはSFC当時のものになった。なお、本作以降『IX』やDS版『VI』、3DS版『VII』でも使用されている。
馬車の並び順
馬車の並びが変更になり、方角で例えると1番目を南（下・画面に顔が向いている）として1→2→3→4番目では、SFC版・PS2版は南→西（左）→東（右）→北（上・PS2版のみ）となり、DS版は南→北→東→西となる。
細かい変更点
- 最初の主人公名前入力画面において、「ああああ」や「いいいい」といったすべて同じ文字の名前は無効になった
- 一部のキャラクターが喋る際のオクターブ変更
- ツボやタルを調べるとすぐに破壊する
- 戦闘時の上画面や「つよさ」画面の顔グラフィック追加 
- 最初の戦闘でのパパス加入タイミング変更
- 人物キャラクターの会話内容が一部変更
- 「中断の書」からの再開を選択すると『IV』のように即時にスタートとはならず、主人公の名前とプレイ時間が表示されるようになり、冒険の書へのセーブ時との比較がしやすくなった。
- パパスがジャミとゴンズに攻撃されるシーンがSFC版と同じ戦闘画面に戻る（SFC版でなかったHP・MP表示がある）ほか、パパスが倒される際のメッセージが気絶扱い
- 幼年時代終了時にセーブした場合、冒険の書の名称変更
- 奴隷時代に道具を使ったりすると「ドレイには勝手な行動はゆるされない」と表示される。
- 小さなメダルが「つよさ」コマンドで取得数確認に変更（DS版『IV』と同じ）
- スライムレースのスクロール方向変更
- 仲間モンスターを預けられる最大が80匹、仲間にできる最大が76匹に変更
- モンスターボックスがモンスター図鑑に変更
- すごろくに好きな目を選べるマス追加
- PS2版では入手できなかった時の砂が入手可能。また『IV』同様宿屋に泊まらなくても何度も使用可能。
- エンディングの最後の著作権表示にて、PS2版にはあったオリジナルのSFC版についての標記がなくなっている（DS版『IV』も同様）

### Android・iOS版
ニンテンドーDS版をベースとした移植。対応OSはAndroid 4.0以上、iOS 7.0以上。
以下が追加された。
モンスターブローチ
主人公のみが装備できる装飾品。装備することでモンスターが仲間になりやすくなる（1/2が最大）。
カジノにてコイン20000枚と交換できる。

## 評価

### 雑誌媒体による評価
スーパーファミコン版
- ゲーム誌『ファミコン通信』の「クロスレビュー」では、9・10・9・8の合計36点（満40点）でプラチナ殿堂入りを獲得[83][99]、レビュアーからは演出面に関して称賛する声が多数挙げられており、サワディ・ノダは一本道のRPGではなく途中で重要な選択肢がある点などに関して「最後までプレーヤーを飽きさせない」、アルツ鈴木は仲間との出会いや別れ、再会などが頻繁にあるとして「ドラマ的に盛り上がる」、イザベラ永野は「多少ストーリー展開が強制的に感じる」と指摘しながらも「なかなか泣かせるシナリオ」、ローリング内沢は「絶対にのめり込む。途中でやめられないおもしろさ」など各レビュアーが絶賛した[99]。その他の意見としてアルツ鈴木が「新コマンドのまんたんや便利コマンドが、ほんとに便利でよかった」と機能面に関して称賛した他、モンスターを仲間にするシステムに関しては『女神転生シリーズ』と比較した上でサワディ・ノダは「まったく別の楽しさがある」、イザベラ永野は「モンスターとの接しかたがすごくビジネスライクだった『女神転生』とは対極にある感じ」と述べた[99]。否定的な意見としてローリング内沢はシリーズ5作目であるが故に「新鮮味は薄くこれといったインパクトもない」と述べた他、グラフィックに関してもスーパーファミコンならではの仕様ではないと述べた[99]。
- ゲーム誌『ファミリーコンピュータMagazine』の読者投票による「ゲーム通信簿」での評価は以下の通りとなっており、26.29点（満30点）となっている[1]。この得点はスーパーファミコン全ソフトの中で4位（323本中、1993年時点）となっている[1]。また、同雑誌1993年8月情報号特別付録の「スーパーファミコンオールカタログ'93」では、スーパーファミコンの機能によりグラフィックや音楽が向上していると指摘した他、敵モンスターの攻撃方法が多彩になったことで「戦闘がさらに楽しくなった」と肯定的に評価、また「魔法をかけたときに効果がアニメーションで表示されるのが美しい」と称賛した[1]。その他、『SUPER FAMICOM Magazine』1993年8月情報号特別付録の「スーパーファミコンオールカタログ'93」巻末に収録されている「部門別ベスト30」では、総合4位、キャラクタ6位、音楽・効果音3位、操作性3位、熱中度4位、お買い得度5位、オリジナリティ13位を獲得している[95]。

| 項目 | キャラクタ | 音楽 | 操作性 | 熱中度 | お買得度 | オリジナリティ | 総合  |
| 得点 | 4.52       | 4.49 | 4.36   | 4.56   | 4.16     | 4.20           | 26.29 |

PlayStation 2版
- ゲーム誌『ファミコン通信』の「クロスレビュー」では、9・8・9・8の合計34点（満40点）でゴールド殿堂入りを獲得[84][100]、レビュアーからはオリジナルからの変更点に関して様々な意見が挙げられており、あらじ谷塚は「戦闘の演出強化と見た目はかなり楽しげに」、キッシー嵐山は「目からウロコ的な斬新さはない」としつつも「操作の快適さは折り紙つき」、吉池マリアは「ノスタルジックとモダンさがうまく交じり合っている」、羽田隆之は「虚飾のないビジュアルに突出したものはない」としつつも「モンスターの動きは、なるほど納得」など肯定的な意見が多く挙げられた[100]。それ以外の箇所に関してあらじ谷塚は「読み込みもまったく気にならず」と称賛した他、キッシー嵐山は「やり込みを目指す人にも十分対応は可能」と評価、吉池マリアは「戦闘中の敵のコミカルな動きや、カメラアングルには脱帽」と絶賛、羽田隆之は「プレイヤーを陥れようとするような意地悪さとは真逆の、プレイヤーを応援してくれているかのような愛を、確かに感じる」と称賛した[100]。
- ゲーム情報サイト『GAME Watch』にてライターの平田洋は、ハードの変更によりポリゴンで描写されていることに関して、「郷愁と新鮮さが一緒くたになった心地よい感動がある」と述べた他、「遮蔽物によって視界が不自由になる3Dであるからこその、探索の楽しみ」があると称賛した[94]。操作性に関しては、スーパーファミコンよりボタン数の多いPlayStation 2でありながら使用しないボタンが少ないことに関して「プラットフォームの変化に応じたインターフェイス面での向上がハッキリと見て取れる」と称賛した[94]。新たに追加された「名産品」のシステムに関しては「この楽しさは完全にオリジナルの「V」を凌駕したと言える」と絶賛した[94]。

ニンテンドーDS版
- ゲーム誌『ファミコン通信』の「クロスレビュー」では合計36点（満40点）でプラチナ殿堂入りを獲得した[85]。

### 売上・受賞歴
スーパーファミコン版
『III』以降のナンバリング作品で唯一売上が300万本に達していない作品である。それでも日本国内のスーパーファミコン用ソフトとしては歴代6位の記録を達成した。
PlayStation 2版
出荷本数は2日間で130万本を突破し、発売15日後の4月8日には、それまでのシリーズのリメイク作品の中では最多の150万本を達成した。
The 8th CESA GAME AWARDS 2003-2004 優秀賞を受賞。
ニンテンドーDS版
発売後は2週間で、日本国内出荷本数が100万本を超え、約1か月後の8月12日には販売本数が100万本を突破した。当時のニンテンドーDSにおいて最速だった。

### その他のメディア
- 2021年12月27日にテレビ朝日系列で放送された『国民5万人がガチ投票！テレビゲーム総選挙』で2位を獲得[108]。

### 論争
花嫁にビアンカを選ぶか、フローラを選ぶか（DS版以降はデボラも追加）でゲーマーが言い争うことがあり、これはビアンカフローラ論争と呼ばれる。
堀井雄二はPS2版の開発者インタビューの中で「ふたりの女性のうちどっち派ですか？」という問いに対し「僕は基本的にビアンカなんですけど、仲間と話せるシステムやエピソードが増えていることから、当時よりはフローラにも少し寄っています」と答えている。2011年に発売された『ドラゴンクエスト25thアニバーサリー 冒険の歴史書』で堀井は、ほとんどのユーザーがビアンカを選ぶことを想定しており、「みんなふつうはビアンカを選ぶだろうと思ってたんですが、フローラを選ぶ人も多かったのは、ちょっと意外でしたね」と語っている。
2022年9月27日にSFC版の発売から30周年記念として書かれたGame*Sparkの記事で「2大ヒロインのうち、どちらかを選ばざるをえない『ビアンカ・フローラ論争』は、ゲームファンにとって長年決着が付かない話題として非常に有名」「さらにDS版に第3の花嫁候補『デボラ』が追加されたことで、どの花嫁にすべきか、より大きな議論を呼んだ」と紹介された。

## 関連商品

### 攻略本
- スーパーファミコン版
  - スーパーファミコン奥義大全書 ドラゴンクエストV 天空の花嫁（集英社、ISBN 978-4-834211443）
  - ドラゴンクエストV 天空の花嫁 公式ガイドブック 上巻 世界編（エニックス、ISBN 978-4-87025-705-4）
  - ドラゴンクエストV 天空の花嫁 公式ガイドブック 下巻 知識編（エニックス、ISBN 4-87025-706-8）
- PlayStation 2版
  - Vジャンプブックス ドラゴンクエストV 天空の花嫁 プレイステーション2版（集英社、ISBN 978-4-08-779282-9）
  - SE-MOOK ドラゴンクエストV 天空の花嫁 公式ガイドブック 上巻 世界編（スクウェア・エニックス、ISBN 978-4-7575-1184-2）
  - SE-MOOK ドラゴンクエストV 天空の花嫁 公式ガイドブック 下巻 知識編（スクウェア・エニックス、ISBN 978-4-7575-1185-9）
  - ドラゴンクエストVのあるきかた（スクウェア・エニックス、ISBN 978-4-7575-1229-0）
- ニンテンドーDS版
  - Vジャンプブックス ドラゴンクエストV 花嫁探求の書 ニンテンドーDS版（集英社、ISBN 978-4-08-779468-7）
  - ドラゴンクエストV 天空の花嫁 公式ガイドブック ニンテンドーDS版（スクウェア・エニックス、ISBN 978-4-7575-2368-5）

### その他の書籍
- 漫画 ドラゴンクエスト 天空物語（エニックス刊、幸宮チノ作、全11巻） - 青年時代前半から6年後、青年時代後半に至るまでを描いたサイドストーリー。
- 小説 ドラゴンクエストV -天空の花嫁-（エニックス刊、久美沙織著）
- ゲームブック ドラゴンクエストV（エニックス刊、全4巻）
- ドラゴンクエストV 知られざる伝説 （エニックス刊、ISBN 978-4-87025-775-7）
- ドラゴンクエストV 導きの書 CD+（エニックス） - SFC版発売時に書店などで販売された解説書。モンスターカードや、序曲とフィールド曲を収録した8cmCDが同梱された。
- † CDシアター ドラゴンクエストV - ドラマCDだが書籍扱い。

### 音楽作品
SFC版は効果音入り、チャプターなしでメドレー形式の「ゲーム・オリジナル・サウンド・ストーリー」のみ、PS2版はほとんどが交響組曲を流用、DS版は未発売と厳密なゲーム音源のオリジナルサウンドトラックは存在しない。†は廃盤。
- † 交響組曲「ドラゴンクエストV」天空の花嫁（アポロン、APCG-9004、1992年10月21日） - DISC1はNHK交響楽団演奏のオーケストラ版、DISC2はゲーム音源（前述の「ゲーム・オリジナル・サウンド・ストーリー」）。オーケストラ版はPS2版のゲームBGMとしても使用されている。
- † すぎやまこういち 「ドラゴンクエストV」天空の花嫁 結婚ワルツ コーラスバージョン 演奏コーラス・クリエーション（アポロン、APDG-4002、1993年2月21日） - N響版CDの『結婚ワルツ』にコーラスを加えたもの。シングル。なお「結婚ワルツ」というタイトルがつくのはこのコーラス版と「ルーラ」というデュエットが歌うものとがあるが全く別物である。
- † すぎやまこういち 「ドラゴンクエストV」天空の花嫁 イン・ブラス（アポロン、APCG-4029、1993年3月5日）
- † すぎやまこういち 「ドラゴンクエストV」天空の花嫁 オン・ピアノ（アポロン、APCG-4033、1993年4月21日）
- † すぎやまこういち 「ドラゴンクエストV」天空の花嫁 オン・エレクトーン（アポロン、APCG-4036、1993年6月21日）
- † 交響組曲「ドラゴンクエストV」天空の花嫁（SPEビジュアルワークス、SVWC-7065、2000年8月23日） - ロンドン・フィルハーモニー管弦楽団演奏。『哀愁物語』が追加された。
- † 吹奏楽組曲ドラゴンクエスト第3集 ドラゴンクエストV 天空の花嫁（OTO音、OTA-0005、2003年8月5日） - 「イン・ブラス」にデジタルリマスター処理を施し再リリースしたバージョン。
- † 交響組曲「ドラゴンクエストV」天空の花嫁（アニプレックス、SVWC-7313、2004年6月23日） - 東京都交響楽団演奏。『はめつの予感』など3曲のメドレーが追加された。当初はレーベルゲートCD2として発売されたが、後に通常のCDとして再発売された。
- 交響組曲「ドラゴンクエストV」天空の花嫁（キングレコード、KICC-6304、2009年8月5日） - 東京都交響楽団演奏。アニプレックス版との変更は特にない。
- 交響組曲「ドラゴンクエストV」天空の花嫁（キングレコード、KICC-6318、2009年10月7日） - ロンドン・フィルハーモニー管弦楽団演奏。アニプレックス版との変更は特にない。
- 交響組曲「ドラゴンクエストV」天空の花嫁（キングレコード、KICC-6324、2009年10月7日） - NHK交響楽団演奏。アポロン版との変更は特にない。

### 関連作品
- ドラゴンクエスト ユア・ストーリー - 2019年2月13日に日本テレビ系「news zero」にて映画化が発表された[112]。

## 動画・生配信・画像投稿に関するガイドライン
2021年3月19日改訂された。機種ごとに著作権表示が異なる。